# Sulzbach-Rosenberg

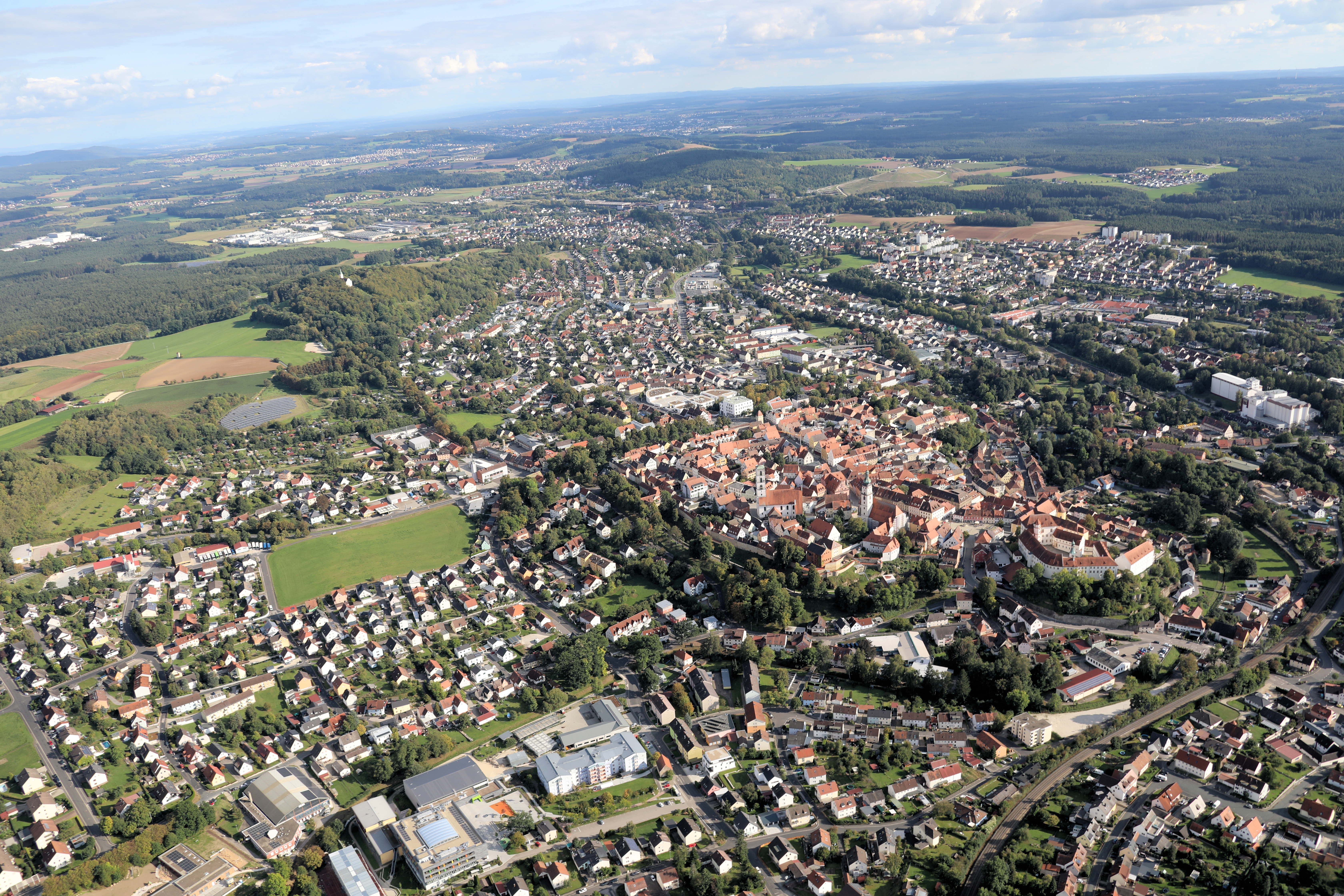
Sulzbach-Rosenberg (2023)

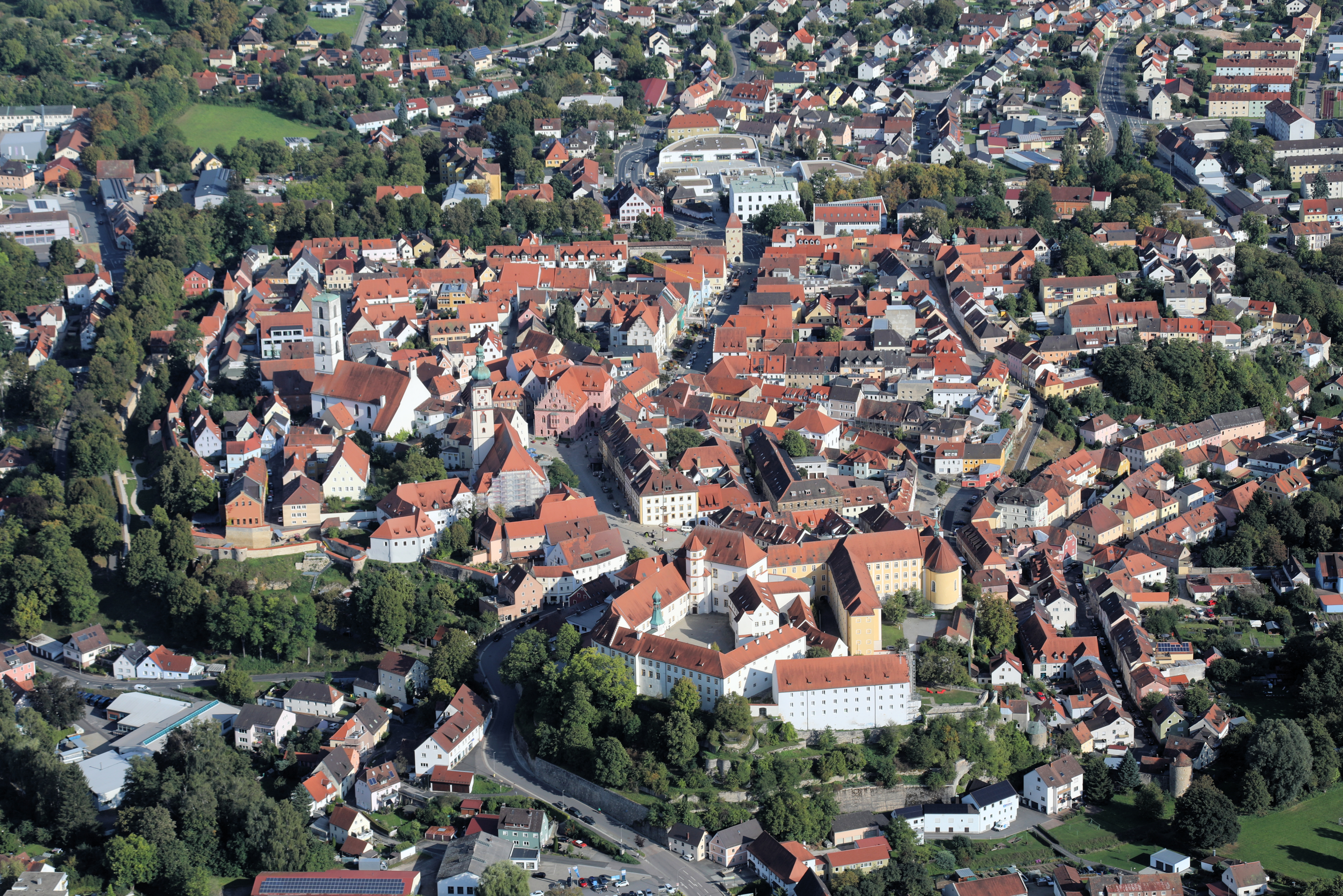
Historischer Stadtkern (2023)

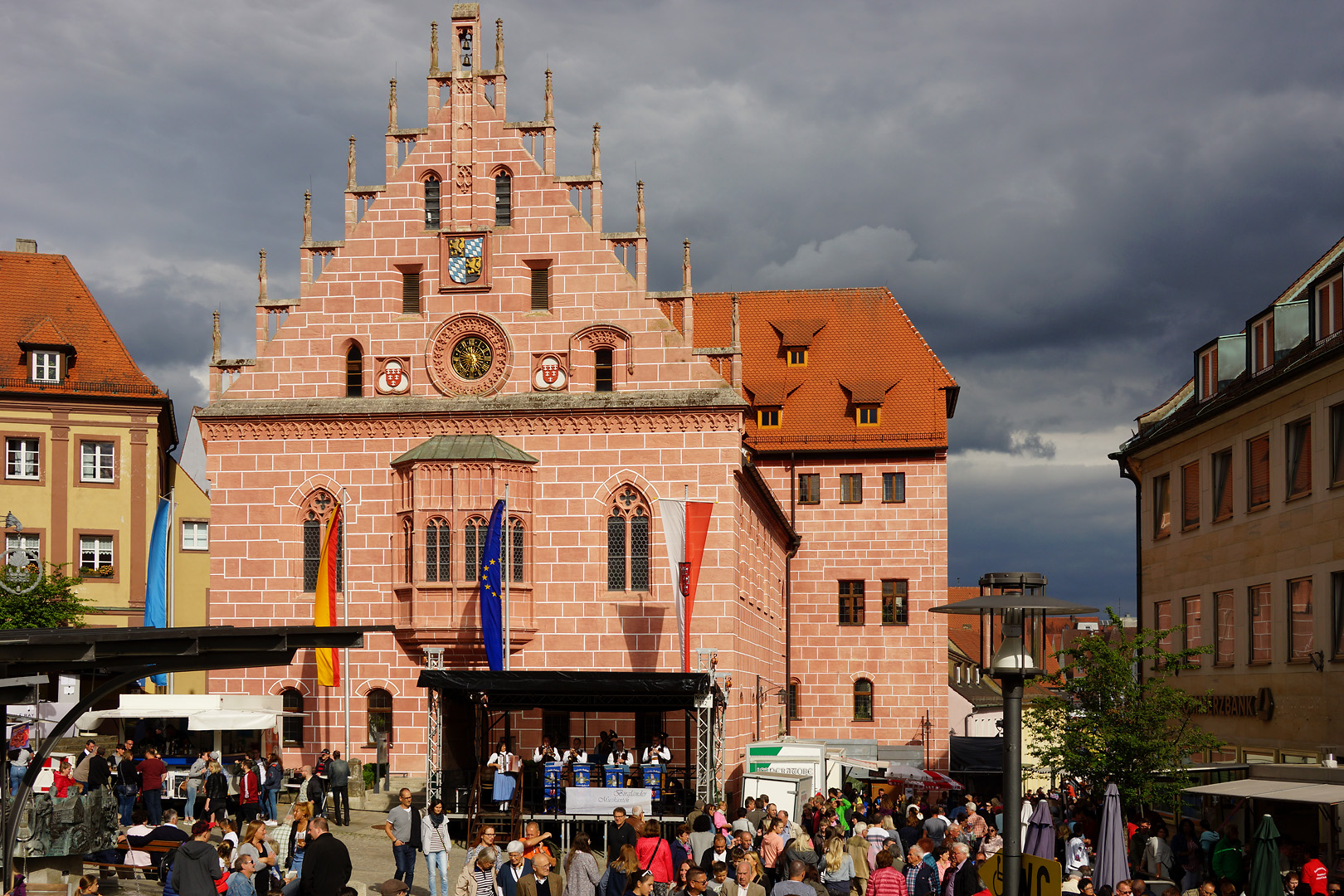
Rathaus mit Altstadtfest-Bühne 2018

Sulzbach-Rosenberg ist eine Stadt im Oberpfälzer Landkreis Amberg-Sulzbach, etwa 50 km östlich von Nürnberg. Die Stadt entstand am 1. Juli 1934 durch die Zusammenlegung der Stadt Sulzbach mit der Gemeinde Rosenberg. Sie war bis zum 30. Juni 1972 die Kreisstadt des gleichnamigen Landkreises. Sie ist eine von 13 sogenannten leistungsfähigen kreisangehörigen Gemeinden in Bayern.

## Geographie

### Lage
Sulzbach-Rosenberg liegt in der östlichen Fränkischen Alb im Oberpfälzer Jura. Die historische Altstadt von Sulzbach, mit der größten Schlossanlage Nordostbayerns, liegt hoch oben auf einem steilen Kalksteinfelsen. An der Südseite des Stadtbergs entspringen zahlreiche Karstquellen, welche unter anderem den Rosenbach speisen, der vor Amberg in die Vils mündet.
Durch die Stadt verläuft auch die Bayerische Eisenstraße, die zwischen Pegnitz und Regensburg historische Industrie- und Kulturdenkmäler verbindet, sowie die Goldene Straße, welche im Mittelalter eine wichtige Handelsstraße zwischen Prag und Nürnberg darstellte.

### Klima
Das Klima vor Ort ist gemäßigt und relativ niederschlagsreich. Im langjährigen Mittel (1991–2020) fallen auf dem Gebiet von Sulzbach-Rosenberg ca. 800 mm Niederschlag im Jahresmittel, mit den höchsten Werten in den westlichen Teilen des Gemeindegebietes und den niedrigsten östlich von Rosenberg. Die Jahresmitteltemperatur liegt bei 8–9 °C (1991–2020), je nach Höhenlage.
Das Klima grenzt sich zum weiter östlich gelegenen Vilstal durch seine höheren Niederschläge, niedrigere Temperaturen und seinen größeren Schneereichtum ab. So fallen im 12 Kilometer südöstlich gelegenen Amberg teils deutlich über 100 mm weniger Jahresniederschlag als in Sulzbach-Rosenberg. Ebenso fallen die Schneehöhen im Winter deutlich höher als im Vilstal aus. Einen beträchtlichen Teil der Regen- und Schneemengen fängt jedoch der Hauptkamm der Fränkischen Alb im Westen ab (hier teilweise deutlich über 1000 mm Jahresniederschlag).

### Gemeindegliederung
Es gibt 26 Gemeindeteile (in Klammern ist der Siedlungstyp angegeben):
- Etzmannshof (Einöde)
- Forsthof (Dorf)
- Gallmünz (Dorf)
- Großalbershof (Dorf)
- Großenfalz (Dorf)
- Grottenhof (Weiler)
- Grund (Weiler)
- Kauerhof (Dorf)
- Kempfenhof (Dorf)
- Kleinfalz (Dorf)
- Kropfersricht (Dorf)
- Kummerthal (Weiler)
- Lindhof (Einöde)
- Niederricht (Dorf)
- Obersdorf (Dorf)
- Prangershof (Weiler)
- Prohof (Weiler)
- Rummersricht (Dorf)
- See (Einöde)
- Seidersberg (Dorf)
- Siebeneichen (Dorf)
- Stephansricht (Dorf)
- Stifterslohe (Dorf)
- Sulzbach-Rosenberg (Hauptort)
- Untermainshof (Weiler)
- Unterschwaig (Dorf)

## Geschichte

### Frühes Mittelalter und die Grafen von Sulzbach

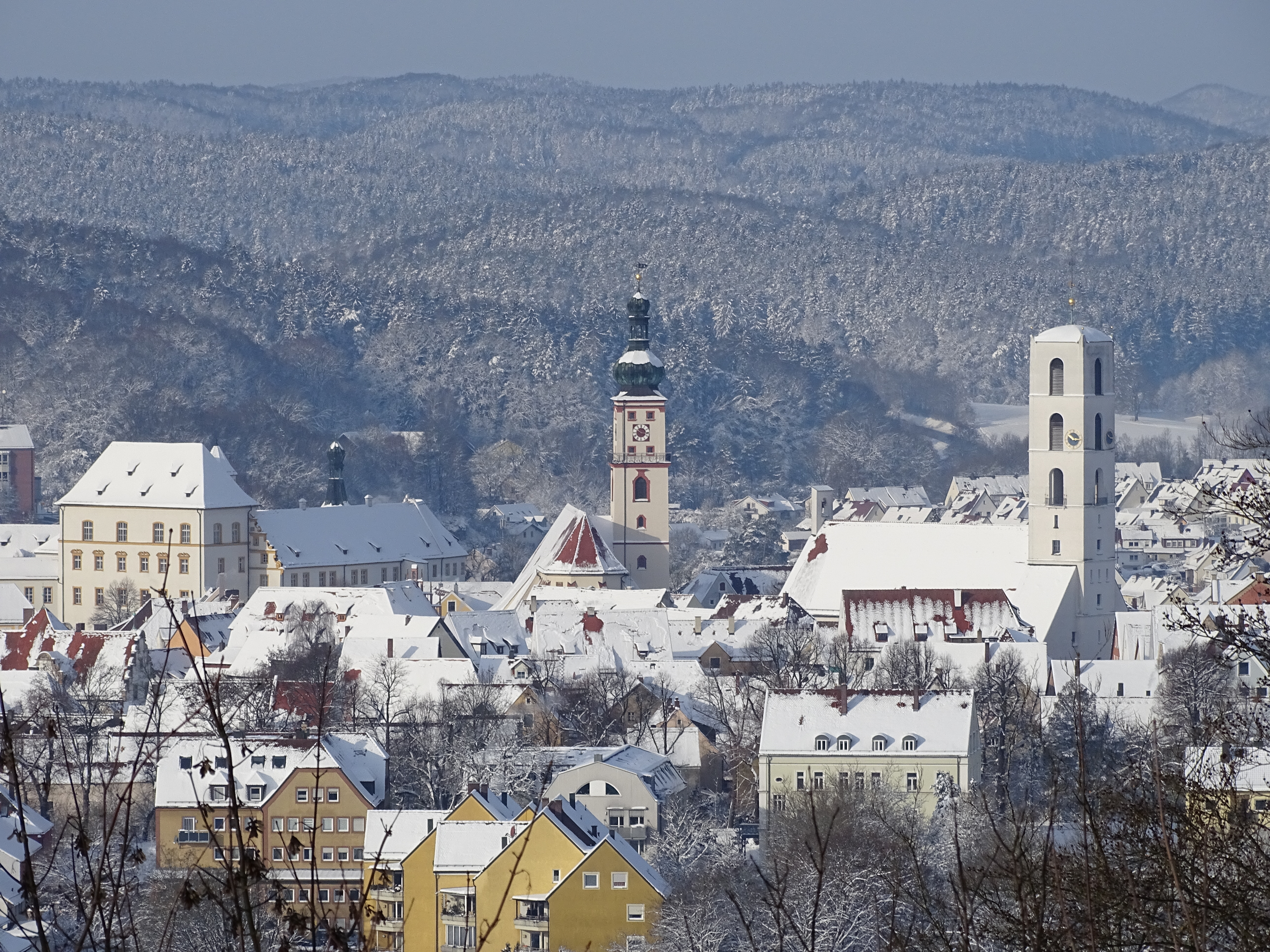
Altstadt Sulzbach

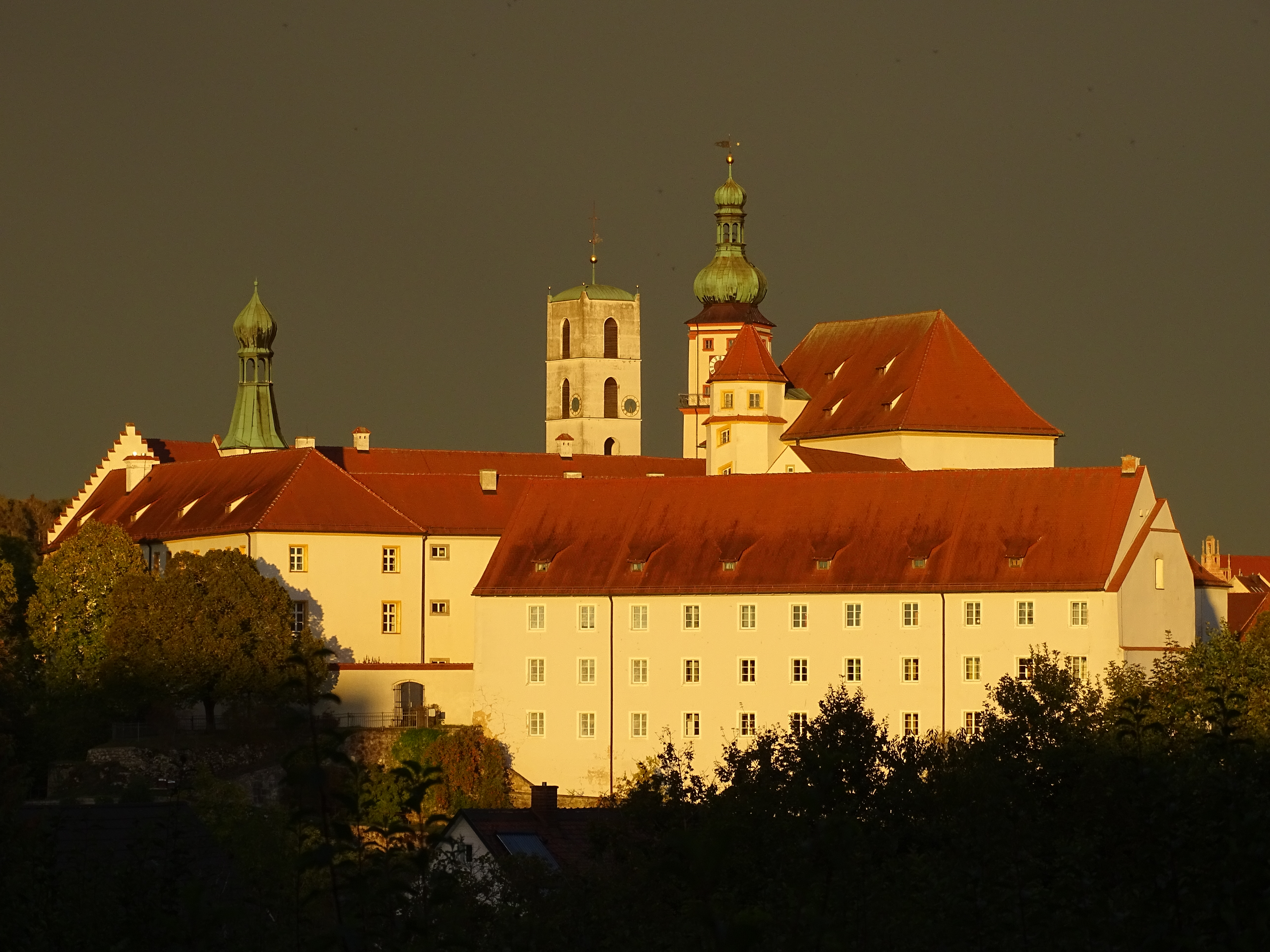
Schloss Sulzbach

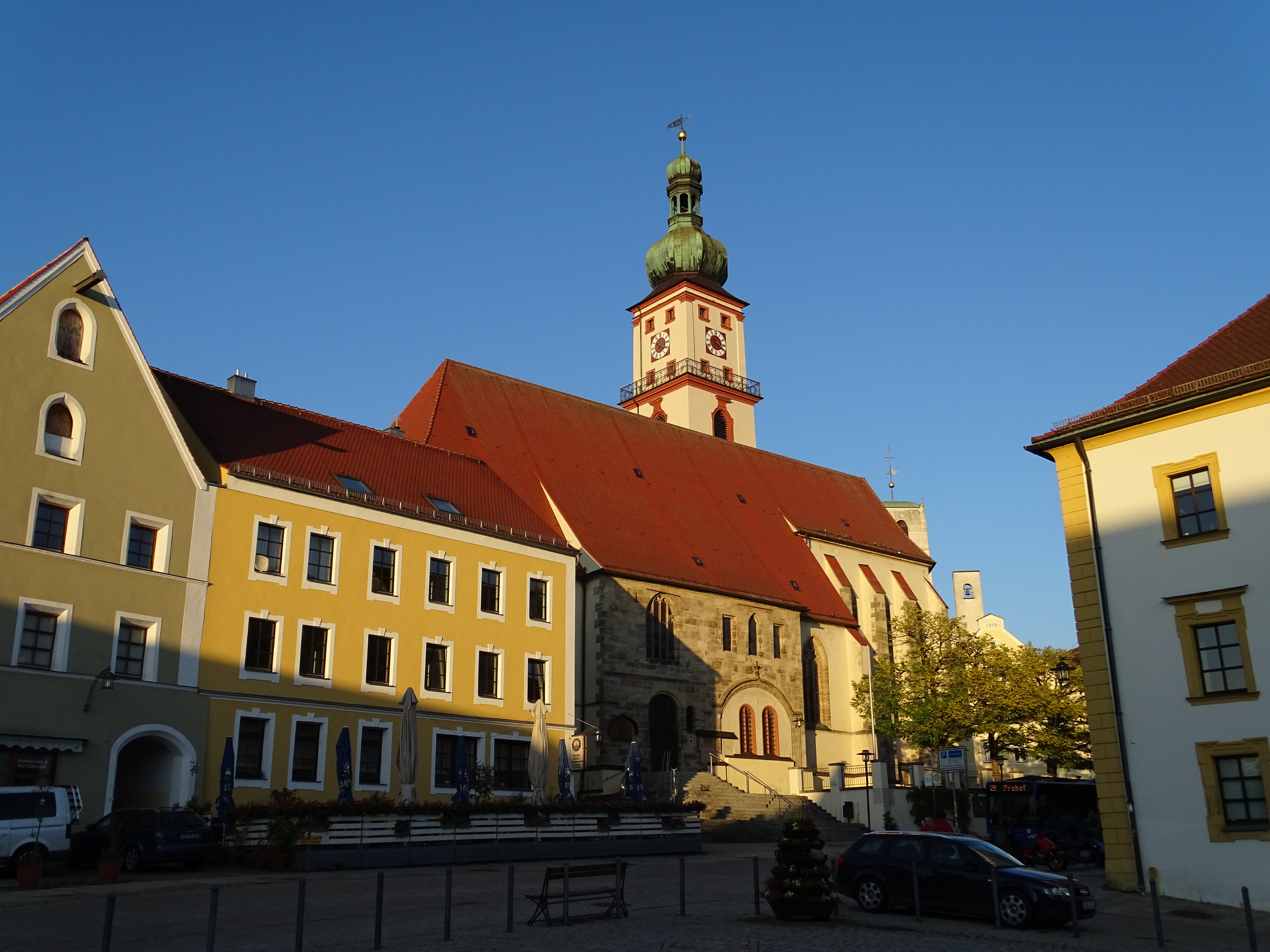
Der Marktplatz mit der Stadtpfarrkirche St. Marien

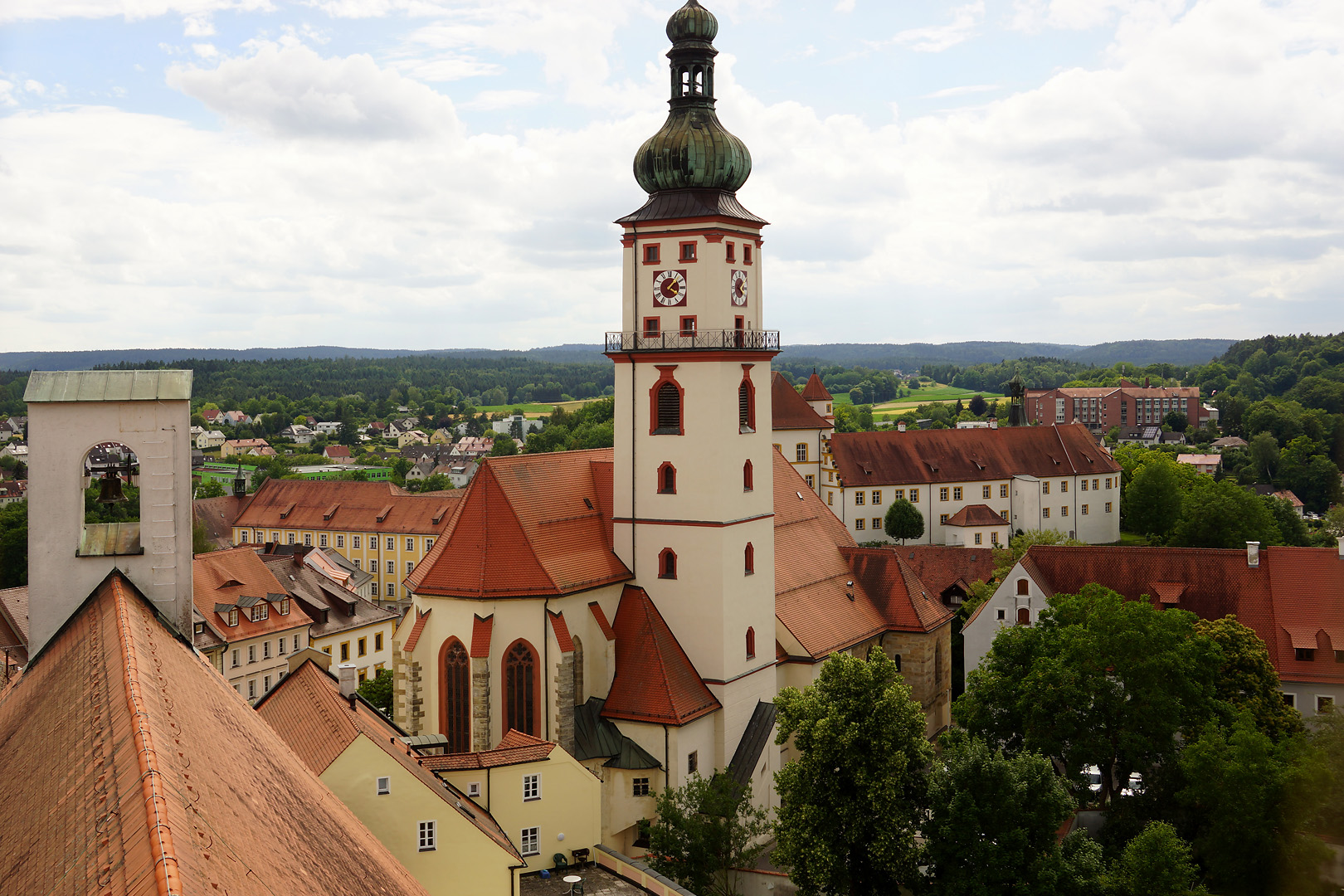
Blick von Turm der ev. Stadtkirche auf kath. Stadtpfarrkirche St. Marien, Schloss und Krankenhaus Sulzbach

Lange galt das Jahr 1024 als Datum der Stadtgründung: Nach der Legende stillte Graf Gebhard nach einem Jagdunfall seinen Durst an einer der zahlreichen Quellen am Fuß des Schlossfelsens und beschloss, hier eine Stadt zu gründen.
Archäologische Ausgrabungen der Jahre 1992 bis 2004 belegen aber eine Besiedlung, die bis ins frühe 8. Jahrhundert zurückreicht. Nach den Ergebnissen der Grabungen im Oberen und Unteren Schloss war die Burg Sulzbach bereits im 9. Jahrhundert eines der politischen Zentren des „baierischen“ Nordgaues. Die heutige Stadt entwickelte sich aus der frühmittelalterlichen Vorburg und spätmittelalterlichen Stadterweiterungen, während das „Ur-Sulzbach“ des Frühmittelalters in der Bachniederung lag und die zur Burg gehörigen Curtes (Höfe) bezeichnete.
Schon in karolingischer Zeit entstanden auf der Burg Sulzbach erste Steingebäude und Steinbefestigungen, darunter die Burgkirche (um 800), die noch heute in großen Teilen im Baubestand des sog. Kapellenbaus im Oberen Schloss erhalten ist, und ein gut 22 m langer Steinsaal. Neben der Burgkirche wurden unter einer zweiten (Memorial-)Kirche gemauerte Sarkophaggräber des 9. und 10. Jahrhunderts entdeckt. Das älteste Grab des 9. Jahrhunderts barg die Überreste eines über 70-jährigen Herren, bei dem es sich um den 865 verstorbenen (Nordgau-) Grafen Ernst handeln könnte. Dieser war einer der einflussreichsten bayerischen Adligen unter Ludwig dem Deutschen. Im 10. Jahrhundert war die Burg wohl „Hauptsitz“ und zum Teil Bestattungsplatz der Grafen „von Schweinfurt“, die aber erst ab 1033 nach Schweinfurt benannt werden und bis etwa 1003 offensichtlich in Sulzbach einen wichtigen Bezugspunkt für ihr entstehendes Familienbewusstsein hatten. Wohl nach der sog. Schweinfurter Fehde vom August 1003 wurde die Sulzbacher Burg dieser Familie durch König Heinrich II. entfremdet und kam an die Grafen von Sulzbach, die hier bis in das Jahr 1188 ihre Stammburg hatten. Die archäologisch erfasste Bebauung für das 11. und 12. Jahrhundert belegt ebenfalls höchste Wohnkultur und Wohnkomfort, unter anderem durch aufwändige Heizanlagen innerhalb von weiteren Steinbauten. Die Sulzbacher Grafen gehörten zu den bedeutendsten Familien des salischen und frühstaufischen Reiches. Graf Berengar I. von Sulzbach war maßgeblich am Sturz Kaiser Heinrichs IV. und der Einsetzung von dessen Sohn Heinrich V. beteiligt. Er war einer der wichtigsten Berater Heinrichs V. Seine Kinder heirateten in höchste Kreise ein: Gertrud von Sulzbach wurde als Gemahlin König Konrads III. deutsche Königin, Luitgart von Sulzbach war Herzogin von Niederlothringen, Gebhard III. von Sulzbach war mit der bayerischen Herzogstochter Mathilde verheiratet und Bertha von Sulzbach wurde als Gemahlin Manuel I. Komnenos Kaiserin von Ostrom (Byzantinisches Reich). Nach dem Aussterben der Sulzbacher Grafen 1188 gelangten Burg und Stadt über die weibliche Linie an die Grafen von Hirschberg-Grögling und schließlich 1305 an die Wittelsbacher Herzöge.

### Sulzbach unter Kaiser Karl IV.
Burg und Stadt erlangten unter Karl IV., der 1349 Anna, die Tochter des Pfalzgrafen Rudolf heiratete, zwischen 1353 und 1373 als Hauptstadt von Neuböhmen wieder große Bedeutung. Dabei kamen Burg und Stadt wie bereits im Früh- und Hochmittelalter ihre verkehrsgünstige Lage an der so genannten Goldenen Straße von Nürnberg nach Prag sowie die reichen Bodenschätze (Eisenerz) zugute.
Karl IV. machte sich verdient um die Stadt. An mindestens 89 Tagen stellte er auf der Burg Sulzbach Urkunden aus, der damit die Funktion einer Pfalz zukam. Dass sich der Kaiser nie auf der Burg aufgehalten hätte, ist eine neuzeitliche Erfindung der Lokaltradition. Karl IV. ließ einen Kirchenneubau errichten sowie die Burg ausbauen, bereicherte das Spital und förderte den Bergbau. Doch sein Sohn Wenzel verpfändete die Grafschaft an Bayern. Durch den Landshuter Erbfolgekrieg ging sie 1505 an die pfälzischen Wittelsbacher.

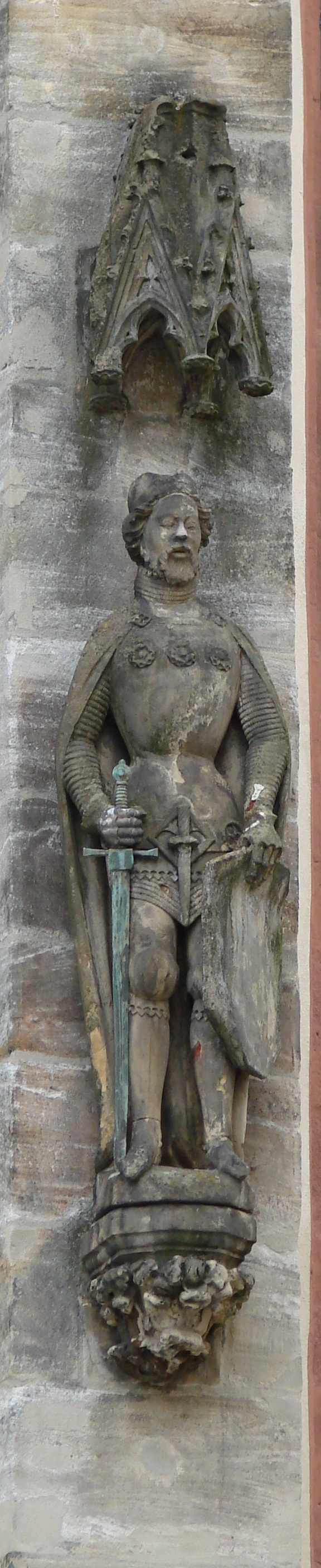
Standbild von Kaiser Karl IV. an der Marienkirche

### Sulzbach unter den pfälzischen Wittelsbachern
Eine weitere Blütezeit erlebte Sulzbach unter der Pfälzischen Linie des Hauses Wittelsbach. Es gehörte nach 1504 zum „jungpfälzischen“ Herzogtum Pfalz-Neuburg. Nach dem Tode des letzten Kurfürsten aus der sog. „älteren Kurlinie“, Kurfürst Ottheinrich, im Jahre 1559 kam sie an das Haus Pfalz-Zweibrücken. Herzog Wolfgang von Pfalz-Zweibrücken bestimmte in seinem Testament, dass sein jüngster Sohn die Oberpfalz erben sollte. So kam Sulzbach 1582 als Fürstentum an den Wittelsbacher Ottheinrich II. von der Pfalz, Pfalzgraf von Neuburg. Nach Ottheinrichs Tod kam das Fürstentum an seinen Bruder Philipp Ludwig. Dessen zweiter Sohn August wurde das Haupt des pfalz-sulzbachischen Hauses. Von 1656 bis 1790 war die Stadt Hauptstadt des Fürstentums Pfalz-Sulzbach.
Unter Christian Augusts bis 1708 währender Herrschaft wurde die kleine Residenz zu einem kulturellen Zentrum von europäischem Rang. Der seit 1644 regierende Pfalzgraf führte 1652 das Simultaneum ein, die damals in Deutschland fast einzigartige Gleichstellung von Katholiken und Lutheranern. Er gewährte auch den Juden weitgehende Glaubensfreiheit und Gleichberechtigung. Während in benachbarten Gebieten entweder schon seit dem Mittelalter keine Juden mehr lebten oder aber sogar noch im 17. Jahrhundert jüdische Einwohner vertrieben wurden, konnten sich in Sulzbach und anderen Orten des Fürstentumes (Floß, Weiden) bedeutende jüdische Gemeinden neu bilden. Sulzbach avancierte zu einem der bedeutendsten jüdischen Druckorte Europas und blieb dies bis in das 19. Jahrhundert hinein. Der nahe Annaberg, zu dem eine Allee mit Kreuzstationen emporführt und auf dessen Gipfel Christian August 1656 zum Gedächtnis seines Übertritts zur katholischen Kirche eine der Hl. Anna geweihte Kapelle erbauen ließ, bietet eine umfassende Fernsicht auf das Fichtelgebirge und den Böhmerwald.
1729 wurde auf dem Stadtwall eine prächtige Lindenallee angelegt.
1791 löste der Kurfürst Karl Theodor den Regierungssitz mit Residenz in Sulzbach auf. Das Fürstentum kam zur bayerischen Provinz Obere Pfalz. Mit Karl Theodor erlosch die Sulzbacher Linie des Hauses Wittelsbach. Zuletzt wurde das Schloss von der Pfalzgräfin Franziska Maria Dorothea, der Mutter des ersten bayerischen Königs Maximilian I. Joseph, bewohnt.
Im Ersten Koalitionskrieg fand 1796 westlich von Sulzbach die Schlacht bei Sulzbach statt, in der unter anderem das Schloss Großalbershof zerstört wurde.

### Sulzbach im 19. Jahrhundert
Im Jahre 1807 ging das Residenzschloss durch Kauf in den Besitz des Kommerzialrats Johann Esaias von Seidel über. Dieser rettete es vor dem Verfall und gründete den „Kalender für katholische Christen“. 1822 legte ein verheerender Stadtbrand ein Drittel der Altstadt in Schutt und Asche. 1850 bekam Sulzbach eine Garnison der bayerischen Armee. 1859 hielt das Eisenbahnzeitalter in der Stadt mit der Eröffnung der Ostbahn von Nürnberg nach Regensburg Einzug. 1862 ging das Schloss wieder in Staatsbesitz über und wurde zur Frauenhaftanstalt. Um 1900 erhielt die Stadt Strom und eine zentrale Wasserversorgung.

### Die jüdische Gemeinde in Sulzbach

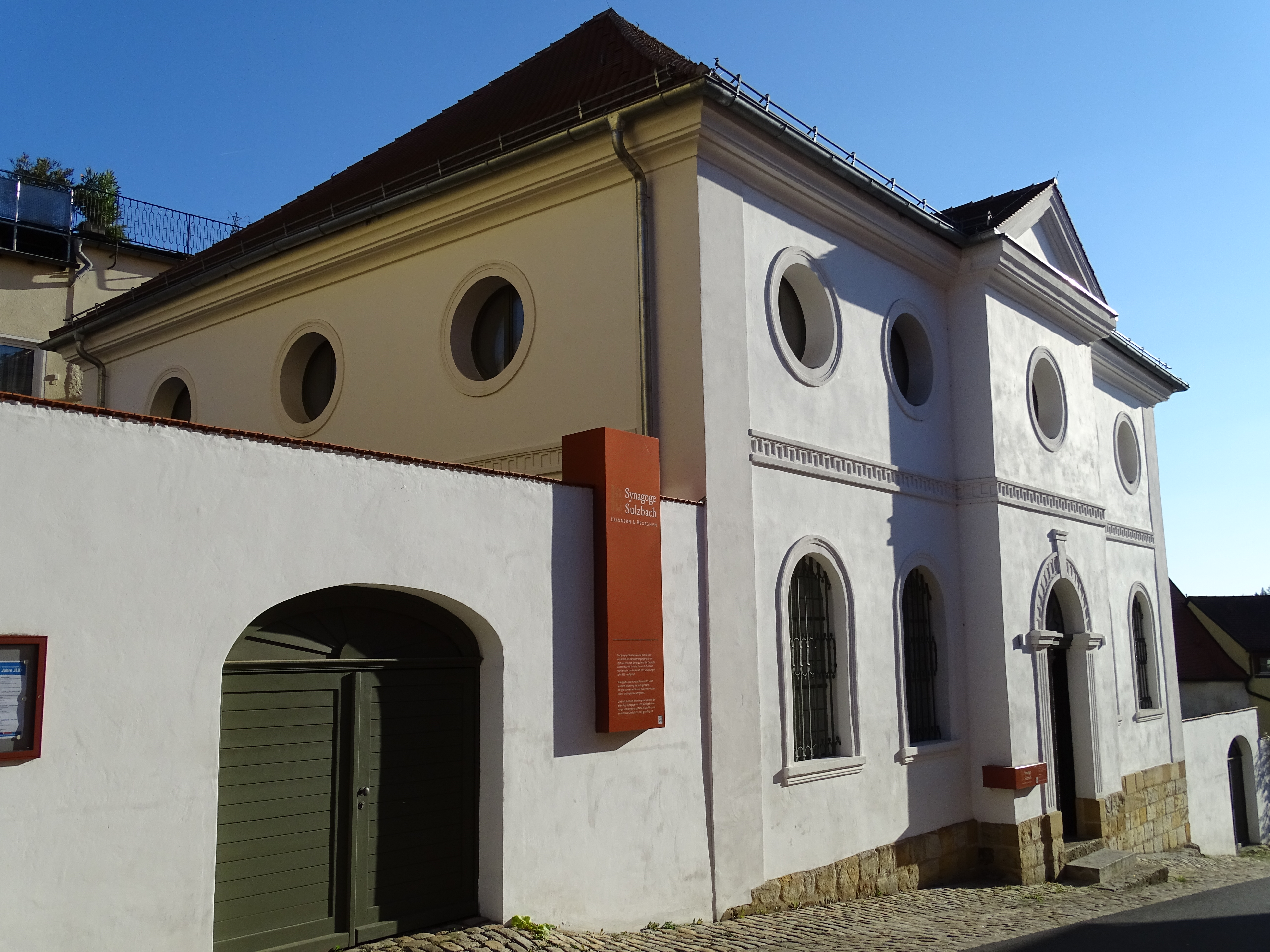
Synagoge

Anfang des 19. Jahrhunderts lebten in der Stadt Sulzbach rund 350 Juden, was bei einer Einwohnerzahl von etwa 2300 einem Anteil von etwa 15 Prozent entsprach. Die Synagoge von Sulzbach, die nach dem Stadtbrand von 1822 im klassizistischen Stil neu errichtet wurde, zählt zu den schönsten Bayerns. Ab den 1850er Jahren wanderten zahlreiche Juden aus Bayern und damit auch aus Sulzbach aus, weil die bayerische Regierung die Niederlassungs- und Gewerbefreiheit für jüdische Einwohner in einschränkender Weise reglementierte. Auch als 1861 diese Restriktionen wieder abgeschafft wurden und die Juden auch in Bayern gleichberechtigt waren, ging die Abwanderung der Juden aus Sulzbach weiter. Nun waren wirtschaftliche Gründe ausschlaggebend und größere, industriell aufstrebende Städte wie Nürnberg oder auch Amberg waren die Ziele der Abwanderer. 1875 wurden in der 4200-Einwohner-Stadt Sulzbach noch 164, 1890 noch 101 Einwohner mosaischen Bekenntnisses (bei 5000 Einwohnern) gezählt und bis 1925 war die jüdische Bevölkerung der Stadt auf 17, bis 1933 auf neun Personen geschrumpft. Nach den Erinnerungen der jüdischen Zeitzeugin Charlotte Stein-Pick war Antisemitismus im Sulzbach der Weimarer Zeit nicht zu verspüren. Die letzten Juden genossen Achtung bei ihren christlichen Mitbürgern. „Sulzbach war eine Oase des Friedens, und ich liebte dieses geruhsame Städtchen innig.“ Unter dem Druck der judenfeindlichen Politik des nationalsozialistischen Regimes verließen auch die letzten Sulzbacher Juden bis 1937 die Stadt, überwiegend mit dem Ziel USA. 1936 löste sich die israelitische Gemeinde auf. Die Synagoge wurde an die Stadt veräußert, die dort ein Museum einrichtete. Nach dem Krieg musste die Stadtverwaltung das alte Gotteshaus wieder aufgeben. Da die Synagoge für religiöse Zwecke nicht mehr benötigt wurde, wurde sie von der Treuhandorganisation JRSO Anfang der 1950er Jahre an Privatpersonen verkauft. Von 2008 bis 2013 wurde die Synagoge als Baudenkmal saniert und zu einem Begegnungszentrum, Museum und Veranstaltungsort umgewandelt.
Der jüdische Friedhof wurde 1668 errichtet und befindet sich einen guten Kilometer nördlich der Altstadt.

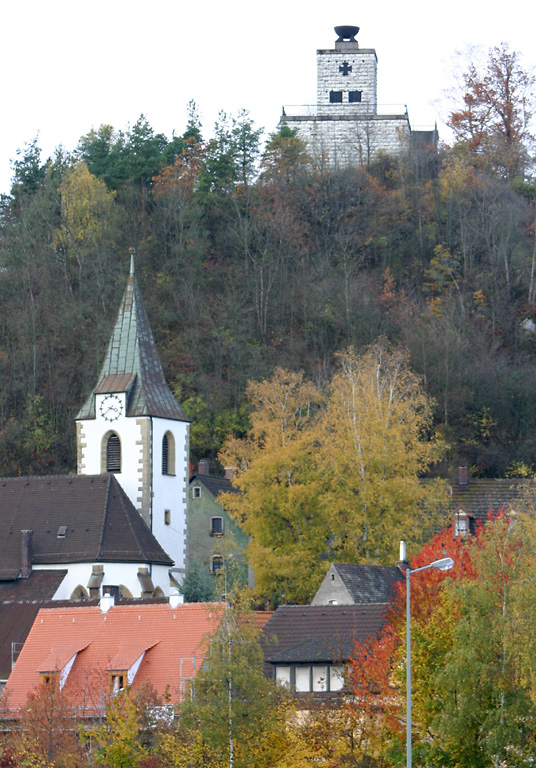
Ehrenmal über Rosenberg

### 20. Jahrhundert

#### Fusion von Sulzbach und Rosenberg
Die Entwicklung der Stadt wurde durch Bergbau und Stahlherstellung geprägt, die lange Zeit den Großteil der Bevölkerung ernährten. Vor allem das 1853 gegründete Stahlwerk Maxhütte im benachbarten Rosenberg brachte wirtschaftlichen Aufschwung. 1934 fusionierte auf Druck der Nationalsozialisten (insbesondere des NSDAP-Kreisleiters Paul Arendt) die Bergbau- und Hüttengemeinde Rosenberg mit der Stadt Sulzbach; 1935 wurde mit der erzwungenen Angliederung der Gemeinde Großalbershof die 10.000-Einwohner-Marke überschritten.

#### Seit 1945
Gegen Ende des Zweiten Weltkrieges wurde die Stadt Ziel von Tieffliegerangriffen; der Besetzung am 22. April 1945 ging Granatenbeschuss durch amerikanische Artillerie voraus. Etwa 20 Menschen starben und etwa 20 Gebäude wurden beschädigt. Keinerlei Kriegsschäden erlitt die Maxhütte. Sie wurde nach dem Krieg nur für kurze Zeit stillgelegt. Die US-Militärregierung für den Kreis Sulzbach-Rosenberg befürchtete im Falle einer Schließung den wirtschaftlichen Ruin des Kreises. Ab 1946 nahm die Maxhütte – zunächst unter US-Aufsicht – schrittweise den Betrieb wieder auf. Über 5000 Heimatvertriebene kamen nach dem Krieg in die 11.000-Einwohner-Stadt Sulzbach-Rosenberg.
Durch die Zusammenlegung der Landkreise Amberg und Sulzbach-Rosenberg im Rahmen der bayerischen Gebietsreform gingen der Stadt am 1. Juli 1972 wichtige Behörden verloren (Landratsamt, Amtsgericht, Ausgleichsamt, Gesundheitsamt, Veterinäramt, Landwirtschaftsamt und Schulamt). Gleichzeitig wurden keine Betriebe angesiedelt, die mit der Maxhütte um die Arbeitskräfte konkurriert hätten. Durch Schließung der letzten Erzgrube Eichelberg (1977) entfielen rund 1000 Arbeitsplätze. Weitere gingen 1987 durch den ersten Konkurs der Maxhütte (Stahlherstellung) verloren. Sie war der einzige Großbetrieb in Sulzbach-Rosenberg und beschäftigte zu Hochzeiten etwa 7500 Mitarbeiter. Der zweite Konkurs hatte 2002 die endgültige Schließung zur Folge und damit das Ende der historisch bedeutenden Stahlindustrie in Nordostbayern.
Die Stadt versuchte neue Arbeitsplätze durch Ansiedlung neuer Betriebe auszugleichen. Die Erschließung neuer Industrie- und Gewerbegebiete zog erfolgreich viele Firmen an, unter anderem Prägefolien Kurz und Stahlgruber.

### Eingemeindungen
Am 31. März 1935 wurde die Gemeinde Großalbershof eingegliedert. Im Zuge der Gebietsreform in Bayern kamen am 1. Januar 1972 Gebietsteile der aufgelösten Gemeinde Trondorf, am 1. Juli 1972 der aufgelösten Gemeinde Kötzersricht hinzu. Gebietsteile von Röckenricht folgten am 1. Januar 1978 sowie von Angfeld und Poppenricht am 1. Mai 1978. Zum 1. Januar 1992 kamen die aufgelösten gemeindefreien Gebiete Obere und Untere Wagensaß zum Stadtgebiet hinzu.

### Einwohnerentwicklung
In den 1990er Jahren stieg die Einwohnerzahl, unter anderem dank des Zuzugs von Aussiedlern, die inzwischen knapp 15 % Anteil an der Bevölkerung haben. Bis 2013 sank die Einwohnerzahl allerdings wieder, wohl auch durch die Auswirkungen der Schließung der Maxhütte. 2014 war ein leichter und 2015 ein stärkerer Anstieg zu verzeichnen.
Zwischen 1988 und 2018 wuchs die Stadt von 18.134 auf 19.414 um 1.280 Einwohner bzw. um 7,1 %.
| Jahr      | 1961   | 1970   | 1991   | 1995   | 1999   | 2001   | 2003   | 2005   | 2007   | 2009   | 2011   | 2013   | 2015   | 2023   |
| --------- | ------ | ------ | ------ | ------ | ------ | ------ | ------ | ------ | ------ | ------ | ------ | ------ | ------ | ------ |
| Einwohner | 20.569 | 20.073 | 19.195 | 20.681 | 21.063 | 21.162 | 20.868 | 20.702 | 20.254 | 19.781 | 19.481 | 19.305 | 19.624 | 19.548 |

Quelle ab 2007:

## Religion
In Sulzbach-Rosenberg gibt es je Konfession zwei Kirchengemeinden. Die Pfarrgemeinden sind in die zwei Teilorte Sulzbach und Rosenberg aufgeteilt, so gibt es jeweils in Sulzbach und in Rosenberg pro Konfession eine Kirchengemeinde. In Rosenberg überwiegt die katholische Konfession, was an dem Zuzug von Arbeitern in der Stahlerzeugung und den Flüchtlingen des Zweiten Weltkrieges aus überwiegend katholischen Gebieten liegt, in Sulzbach ist die Mehrheit der Bevölkerung evangelisch-lutherischen Bekenntnisses. Insgesamt ergibt sich dadurch in Sulzbach-Rosenberg ein ausgeglichenes Verhältnis der Konfessionen, wobei besonders die römisch-katholische Kirche in beiden Ortsteilen in den letzten Jahrzehnten starke Mitgliederrückgänge erfahren hat.
Sulzbach ist Sitz des evangelischen Doppel-Dekanats Sulzbach/Weiden/Cham, welches im Jahr 2024 durch die Fusion der drei alten Dekanate Sulzbach, Weiden und Cham entstand. Geschäftsführender Dekan ist Thomas Guba (Weiden), er leitet auch den Nordteil auf dem Gebiet des Altdekanats Weiden. Den Südteil des Dekanats Sulzbach und des Dekanats Cham leitet Dekanin Ulrike Dittmar, die ihren Sitz in Sulzbach hat.
Das katholische Dekanat Sulzbach-Hirschau ist seit 2022 aufgelöst, der katholische Dekan sitzt fortan in Amberg.
Einmal im Jahr, um St. Anna (Ende Juli), findet ein großes Wallfahrtsfest auf dem Annaberg statt, das viele Besucher und Pilger anzieht und zu den größten Bergfesten der gesamten Region zählt.

## Politik

### Stadtrat

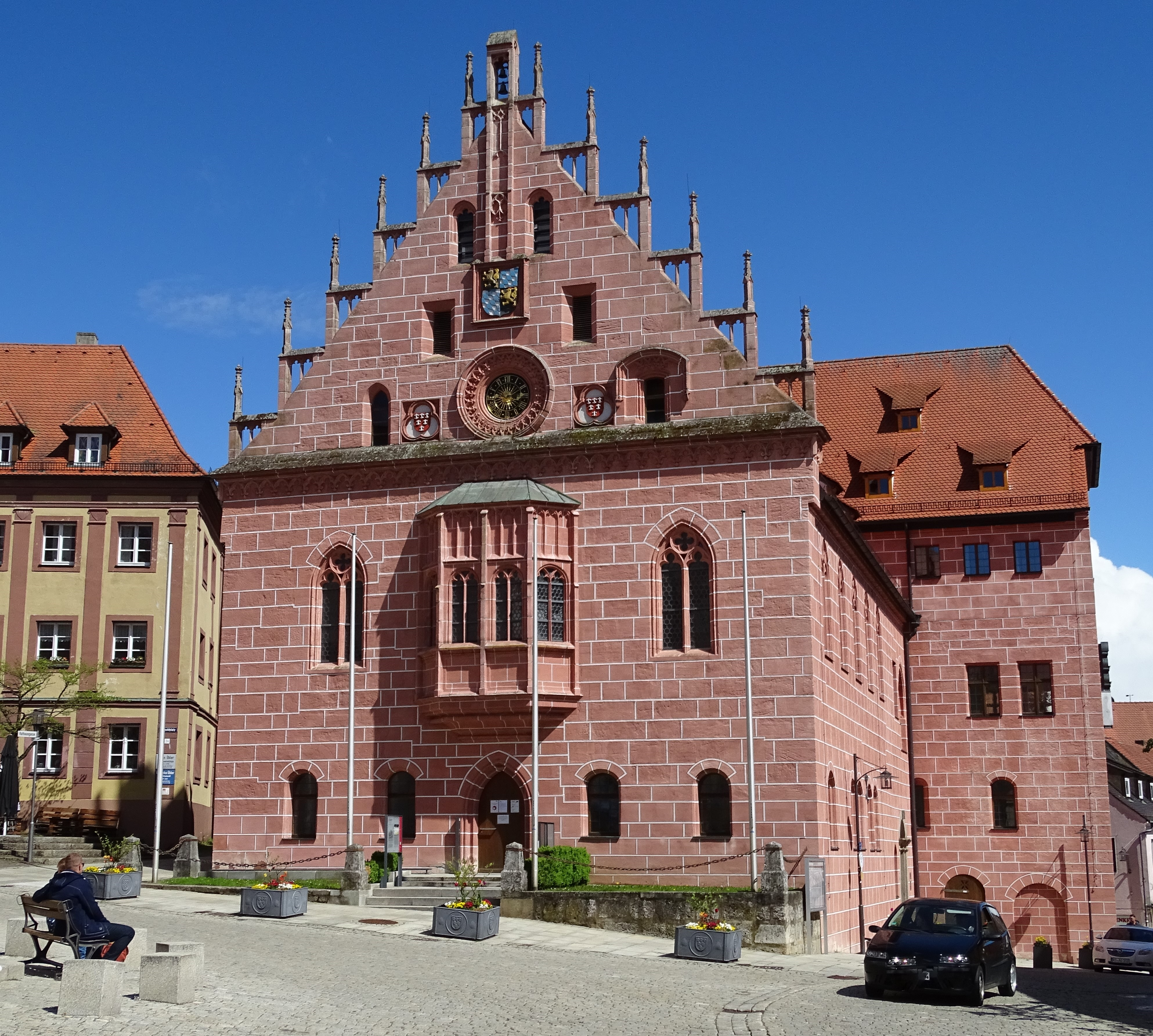
Das gotische Rathaus

Nach der Kommunalwahl am 15. März 2020 hat der Stadtrat – wegen Unterschreitung der Grenze von 20.000 Einwohnern – nur noch 24 Mitglieder; in der Wahlperiode 2014–2020 waren es 30 Mitglieder. Die Wahlbeteiligung lag bei 50,08 % und damit geringfügig über der Wahl von 2014 (49,2 %). Die Wahl brachte folgendes Ergebnis:
| CSU                    | 7 Sitze | (30,26 %) |
| SPD                    | 5 Sitze | (22,19 %) |
| GRÜNE                  | 3 Sitze | (10,81 %) |
| Freie Wähler Umland    | 2 Sitze | (8,83 %)  |
| FDP/Freie Wählerschaft | 2 Sitze | (7,64 %)  |
| SURO 2030              | 3 Sitze | (11,65 %) |
| Junge Union            | 1 Sitz  | (5,89 %)  |
| Die Linke              | 1 Sitz  | (2,72 %)  |

Gegenüber der Amtszeit 2014–2020 waren sechs Sitze weniger zu vergeben. Die CSU und die SPD mussten jeweils fünf Sitze abgeben, die Freien Wähler Umland einen Sitz. Grüne und FDP/Freie Wählerschaft blieben unverändert. Neu dabei sind SURO 2030 (drei Mandate), Junge Union und Die Linke (beide ein Mandat).
Weiteres Mitglied und Vorsitzender des Stadtrates ist der Bürgermeister, seit 2024 Stefan Frank. Bei der Bürgermeisterwahl am 14. Januar 2024 unterlag der bisherige Amtsinhaber Michael Göth mit 48,8 % überraschend gegen den Herausforderer von der CSU, der 51,2 % der Stimmen erhielt (Wahlbeteiligung: 46,1 %).

### Wappen
| | Blasonierung: „In Rot sechs silberne heraldische Lilien (3:2:1) gestellt.“ |
| Wappenbegründung: Beim Sulzbacher Stadtwappen soll es sich – was aber nicht eindeutig geklärt ist – um ein Wappenbild der alten Grafen von Kastl-Sulzbach handeln, das der Stadt von Graf Berengar I. von Sulzbach (etwa 1080–1125) verliehen worden sein soll. 1938 übernahm es die vier Jahre zuvor geschaffene „Doppelstadt“ Sulzbach-Rosenberg als Hoheitszeichen. Das Rosenberger Gemeindewappen aus dem Jahre 1927, das eine heraldisch stilisierte Rose auf einem Berg sowie die Bergbausymbole Schlägel und Eisen zeigte („In Silber aus einem grünen Dreiberg wachsend eine rote heraldische Rose mit goldenen Butzen auf langem grünem Stängel mit zwei Seitenblättern, belegt mit Schlägel und Eisen in natürlichen Farben.“ – Schild mit symmetrischen Aussparungen und Rollwerk), entfiel ersatzlos. Im Wappen des Landkreises Amberg-Sulzbach nimmt das Sulzbacher Lilienwappen den hinteren (heraldisch linken) Teil ein. |                                                                            |

### Patenschaft
- Tschechien: 1963 übernahm die Stadt Sulzbach-Rosenberg eine Vertriebenen-Patenschaft (aufgrund der Beneš-Dekrete) für die Bewohner der Stadt und des Kreises Rumburg im Sudetenland, 1988 für die deutschstämmigen Ausgewiesenen aus dem egerländischen Dotterwies (Tatrovice).
- Deutschland: Patenschaft für das 10. Minenjagdboot Klasse 332 M 1062 „Sulzbach-Rosenberg“.

### Städtepartnerschaft
- Seit dem 1. März 2019 ist die Stadt Sulzbach-Rosenberg mit der rheinländischen Stadt Eschweiler städtepartnerschaftlich verbunden.[20]

## Kultur und Sehenswürdigkeiten

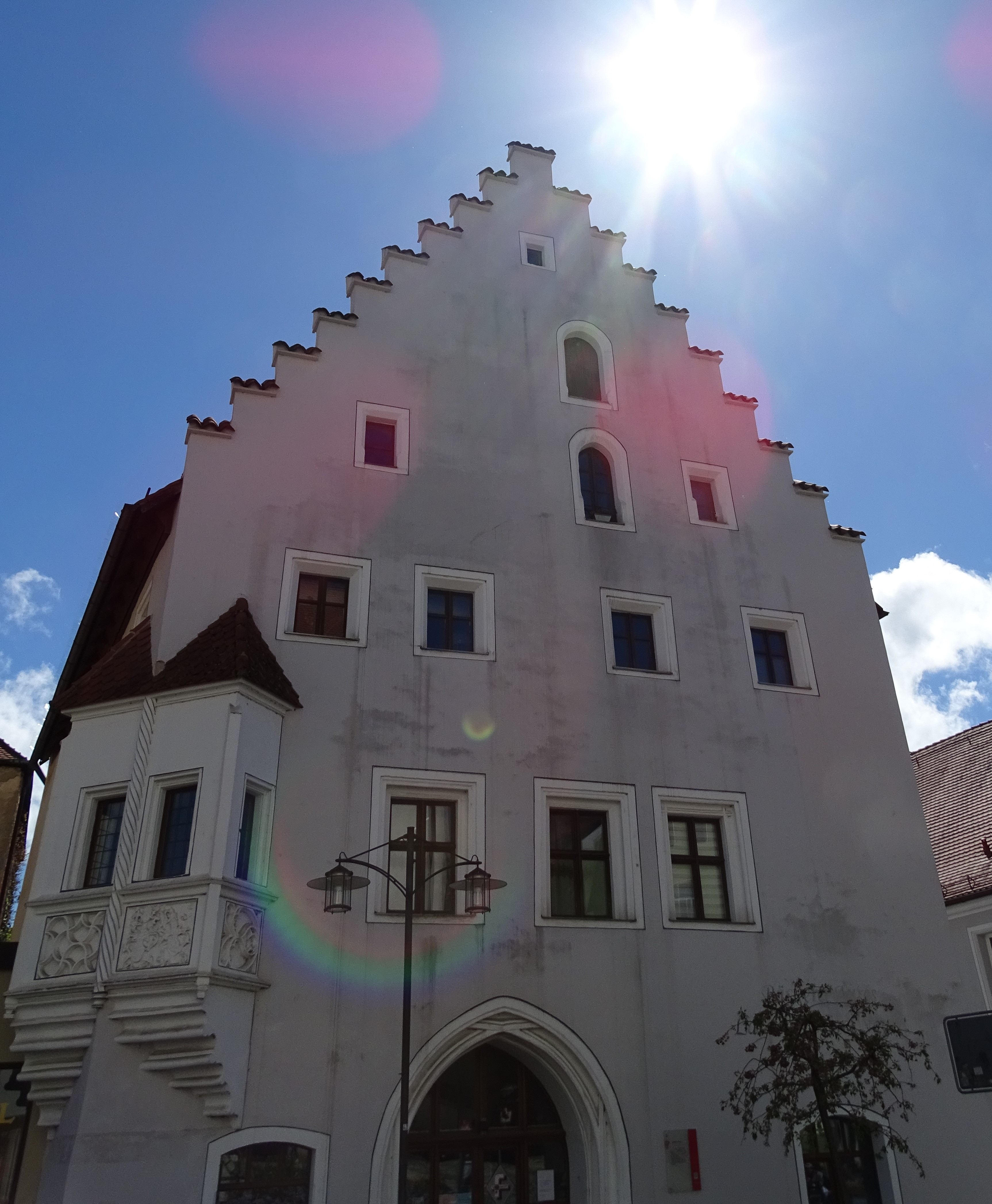
Das Weißbeckhaus

Die Sulzbacher Altstadt mit ihrem Schloss, den beiden großen Pfarrkirchen, ihren zahlreichen, gut erhaltenen historischen Häusern und kleinen Plätzen darf wohl als die hauptsächliche Sehenswürdigkeit der Stadt bezeichnet werden. Von der Gotik bis zum Klassizismus sind in der Altstadt nahezu alle Baustile vertreten, wodurch sich mitunter interessante Kontraste auf engstem Raum bilden. Fast die gesamte Altstadt (mit Ausnahme des Bachviertels) liegt auf einem steilen Berg, der insbesondere westlich der Schlossanlage fast senkrecht abfällt. So ist es nicht weit hergeholt, Sulzbach als den Inbegriff einer „Stadt auf dem Berge“ zu bezeichnen.

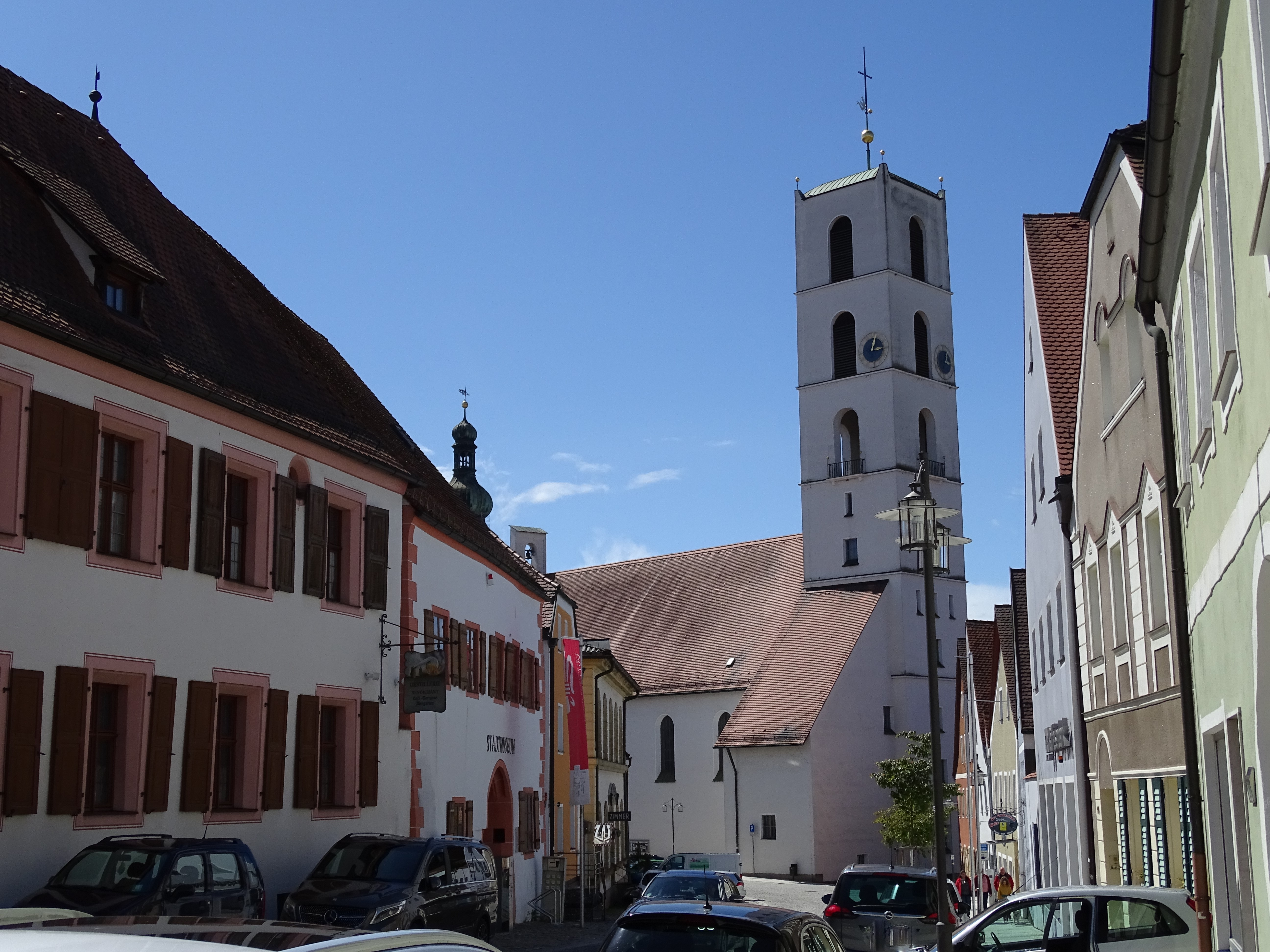
Neustadtviertel mit Christuskirche

Als eines der Zentren des Oberpfälzer Bergbaus und seiner Metallindustrie ist Sulzbach-Rosenberg ein wichtiger Knotenpunkt der Bayerischen Eisenstraße. Hier wurde auch ein spezieller Sulzbacher Bergbaupfad eingerichtet, der einige Tagebaue, einen Schaustollen und die frühere Erzverarbeitung zeigt.

### Museen

#### Stadtmuseum Sulzbach-Rosenberg
Hinsichtlich der Anzahl der Exponate und der wissenschaftlichen Aufbereitung ist das Stadtmuseum Sulzbach-Rosenberg nicht nur für die Größe der Stadt ungewöhnlich. Es ist in einem historischen Ackerbürgerhaus untergebracht, welches im Kern auf die Mitte des 14. Jahrhunderts – die Stadterweiterung unter Kaiser Karl IV. – zurückgeht. Die Wandmalereien in der Durchfahrt stammen aus der Zeit um 1600. Damaliger Besitzer war der Landrichter Hans von Freudenberg.
Breiten Raum nimmt die Tradition des Bergbaus und der Eisenverarbeitung von den Hammerherren des Mittelalters bis zur Maxhütte ein. So ist etwa im Keller ein Stollenabschnitt nachgebaut. Aber auch die Geschichte der Burg Sulzbach, der Stadt Sulzbach als Residenz und als Druckereistandort von überregionaler Bedeutung werden anschaulich dargestellt.

#### Erstes Bayerisches Schulmuseum
1979 wurde im Stadtteil Rosenberg als erstes Museum dieser Art in Bayern ein Schulmuseum eröffnet. In drei nachgestellten Klassenzimmern der Epochen um 1870, 1920 und 1950 sind reichhaltige Fotoausstellungen sowie Darstellungen über die Entwicklung der Schrift, über das Berufsschulwesen, die Geschichte der Pädagogik, das Lehrerleben und die Entwicklung des Schulbuches in Bayern ausgestellt. Vor dem Schulmuseum ist ein Schul- und Lehrgarten mit über achtzig beschilderten heimischen Pflanzen, Sträuchern und Bäumen angelegt.

#### Apothekenmuseum
Seit Oktober 2015 ist am Marktplatz zwischen Residenzschloss und Rathaus das Museum „Alte Hof-Apotheke“ mit seinen zwölf Räumen auf 120 Quadratmetern und einem Apothekergarten mit Heilpflanzen zu besichtigen. Gezeigt werden zahlreiche pharmazeutische Geräte und Gefäße sowie Rezepturen und Handschriften, dazu eine Materialkammer und ein Arzneikeller.

### Bauwerke

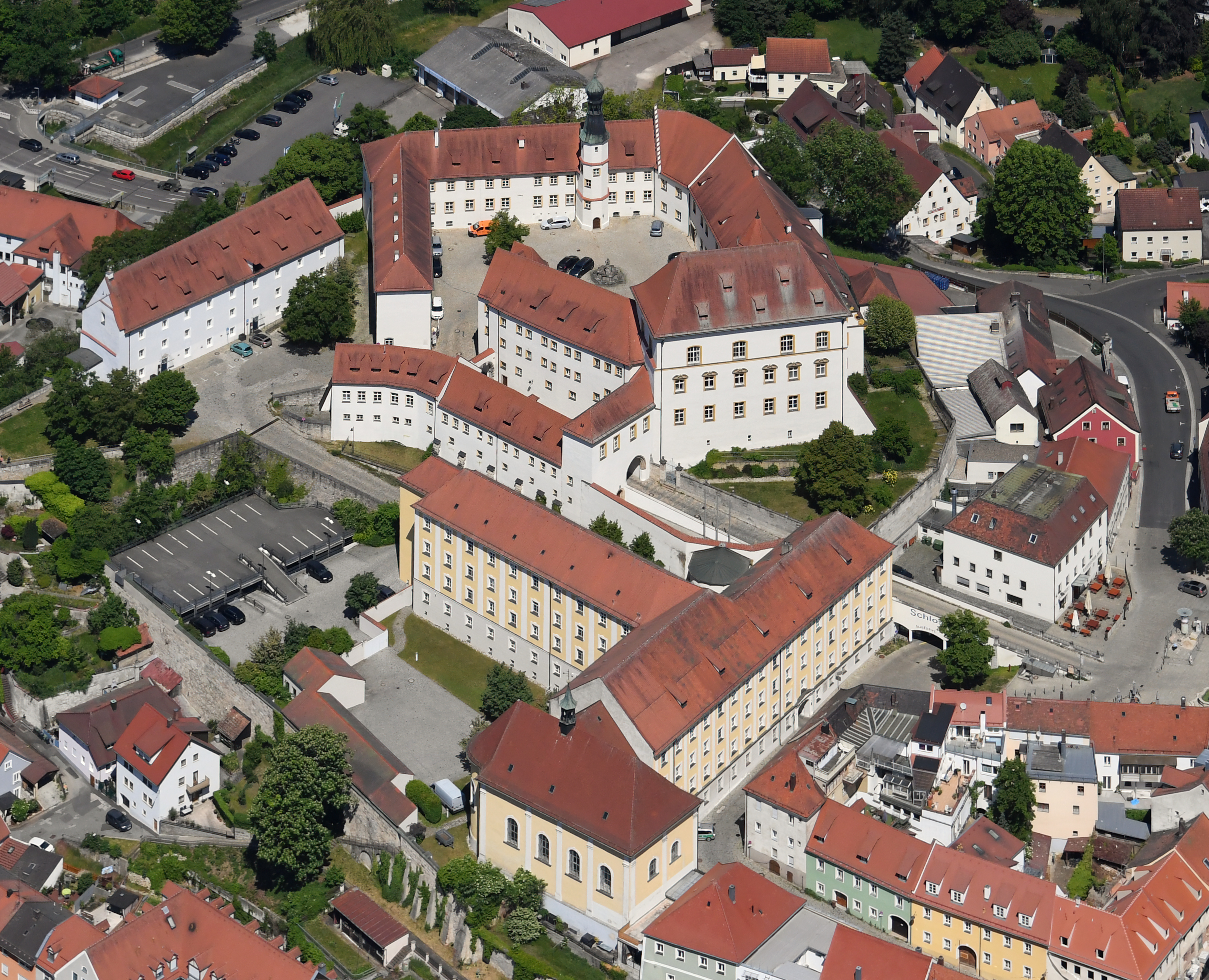
Schloss Sulzbach, ehemaliges Salesianerinnenkloster und Klosterkirche St. Hedwig (von hinten nach vorne)

- Schloss Sulzbach (erhaltene, noch aufrecht stehende Bauteile ab dem 9. Jahrhundert, Befestigungsmauern, Burgkirche, Saalbauten, welche aber heute im Baubestand des Schlosses nicht mehr ohne weiteres zu erkennen sind). Das Schloss wurde von 1993 bis 2000 durch die Archäologische Außenstelle Regensburg des Bayerischen Landesamts für Denkmalpflege archäologisch untersucht.[25]
- Historische Altstadt
- Gotisches Rathaus aus dem 15. Jahrhundert mit prachtvoller Westfassade
- Katholische Stadtpfarrkirche St. Marien, gotische Pseudobasilika mit einschiffigem Hochchor
- Evangelische Christuskirche von Gustav Gsaenger: Die Christuskirche ist ein Beispiel der Sakralarchitektur der Nachkriegsmoderne und wurde von Gustav Gsaenger als einem ihrer bedeutendsten Vertreter errichtet.

- Die Spitalkirche, erbaut von 1733 bis 1738, Bettelordenskirche des ehemaligen Kapuzinerhospizes
- Die Klosterkirche St. Hedwig, 1755 vollendet, Kirche des ehemaligen Salesianerinnenklosters

- Das Egloffsteiner Palais, eine gotische Adelsresidenz aus dem 15. Jahrhundert
- Das Weißbeckhaus, ein Bürgerhaus mit Treppengiebel und Erker, erbaut um 1487/88, zugeschrieben Hans Beheim dem Älteren (späterer Stadtbaumeister von Nürnberg)[26]

- Das Literaturarchiv, vormals Amtsgericht, mächtiger Neurenaissancebau aus dem Jahre 1905

- Die historische Synagoge Synagogenstraße 9 von Sulzbach, die die Novemberpogrome 1938 wegen der damaligen Nutzung als Heimatmuseum überstand und nun als Begegnungszentrum, Museum und Veranstaltungsort genutzt wird. Sie galt 1913 als einer der schönsten Synagogenbauten Bayerns, vielleicht sogar Deutschlands.[27]

- Die Stadtbefestigung

- Wallfahrtskirche St. Anna (Festwoche um den 26. Juli)

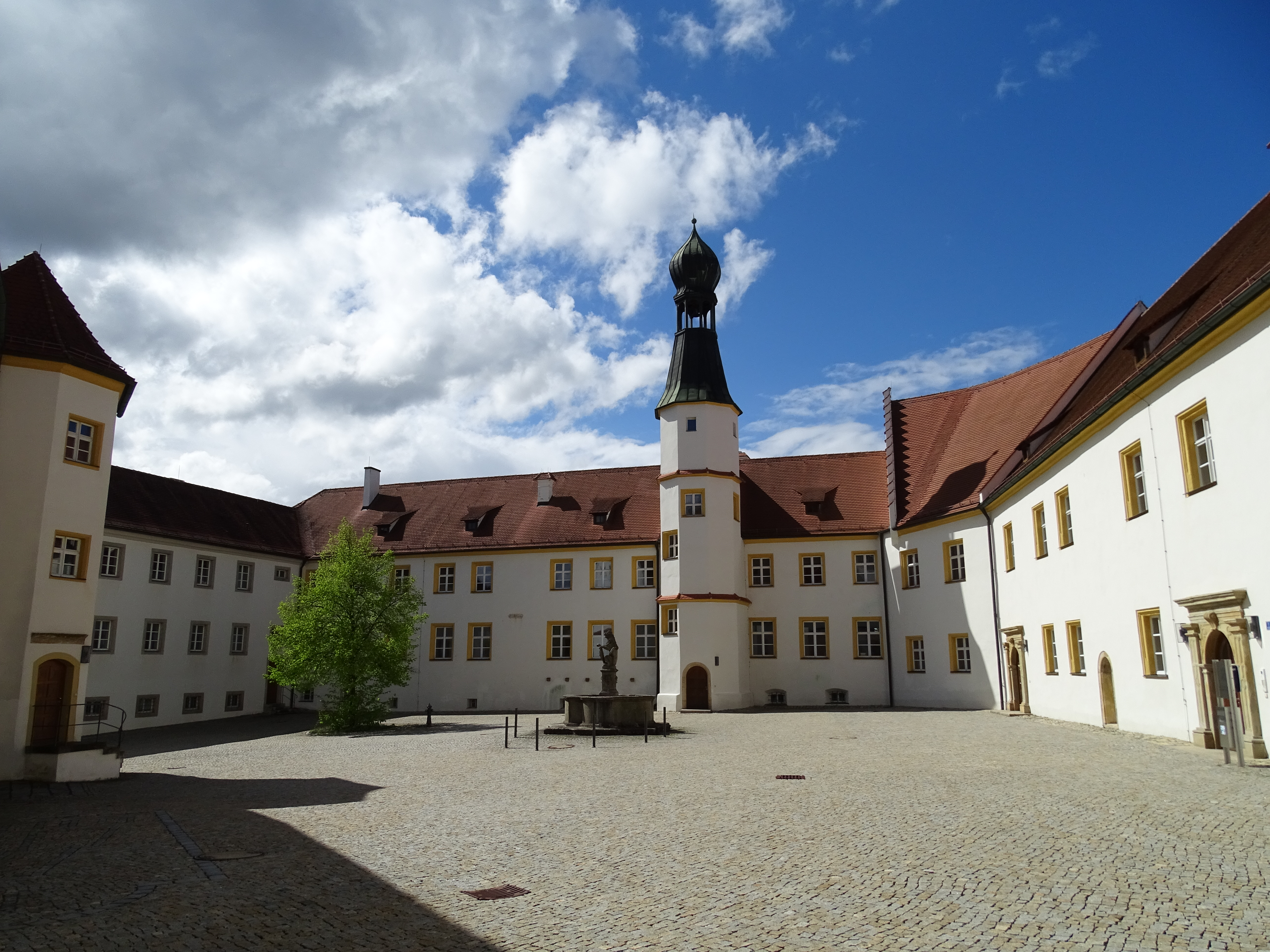
Schlosshof

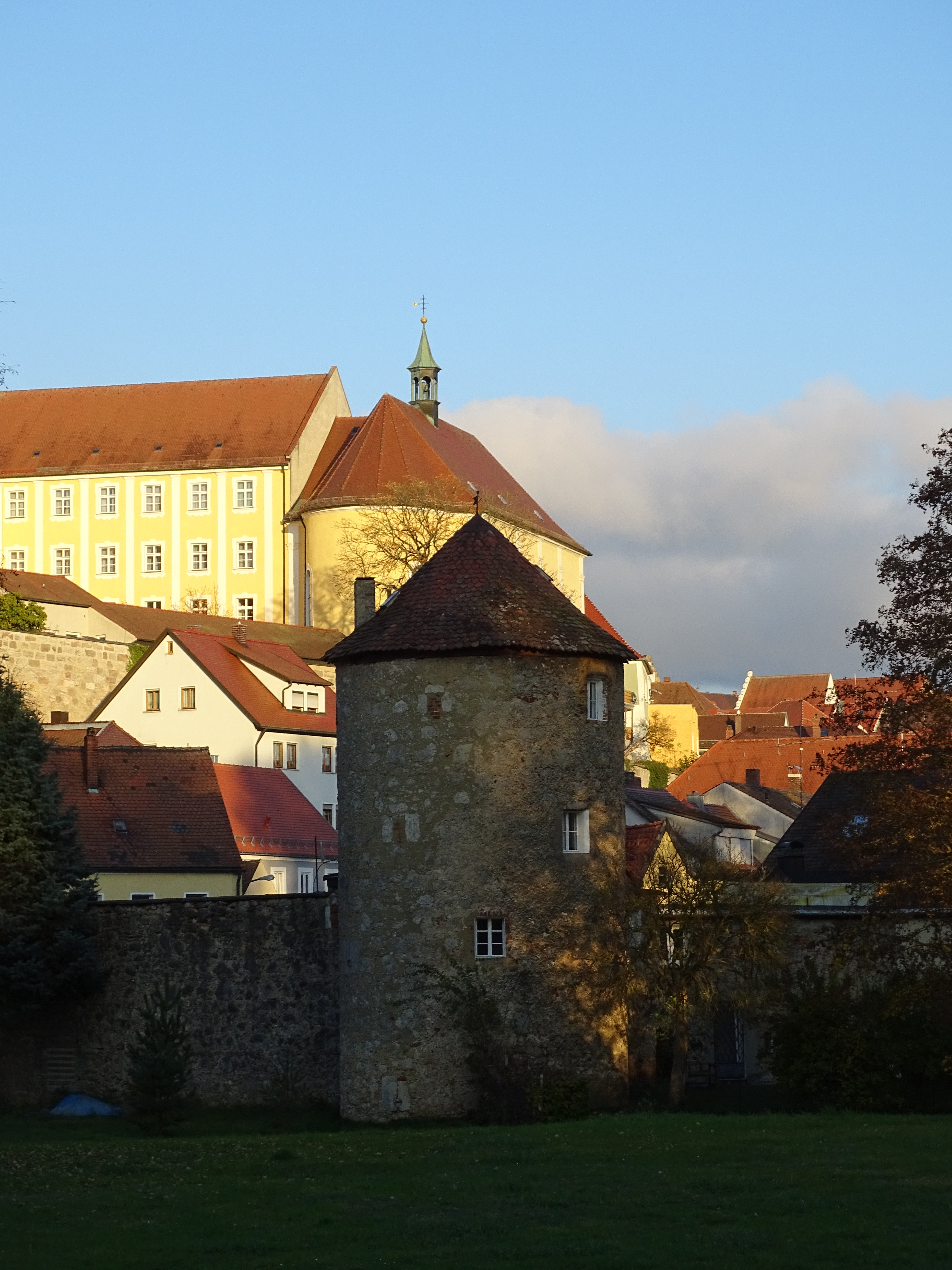
Pulverturm (im Vordergrund), im Hintergrund die Klosterkirche St. Hedwig

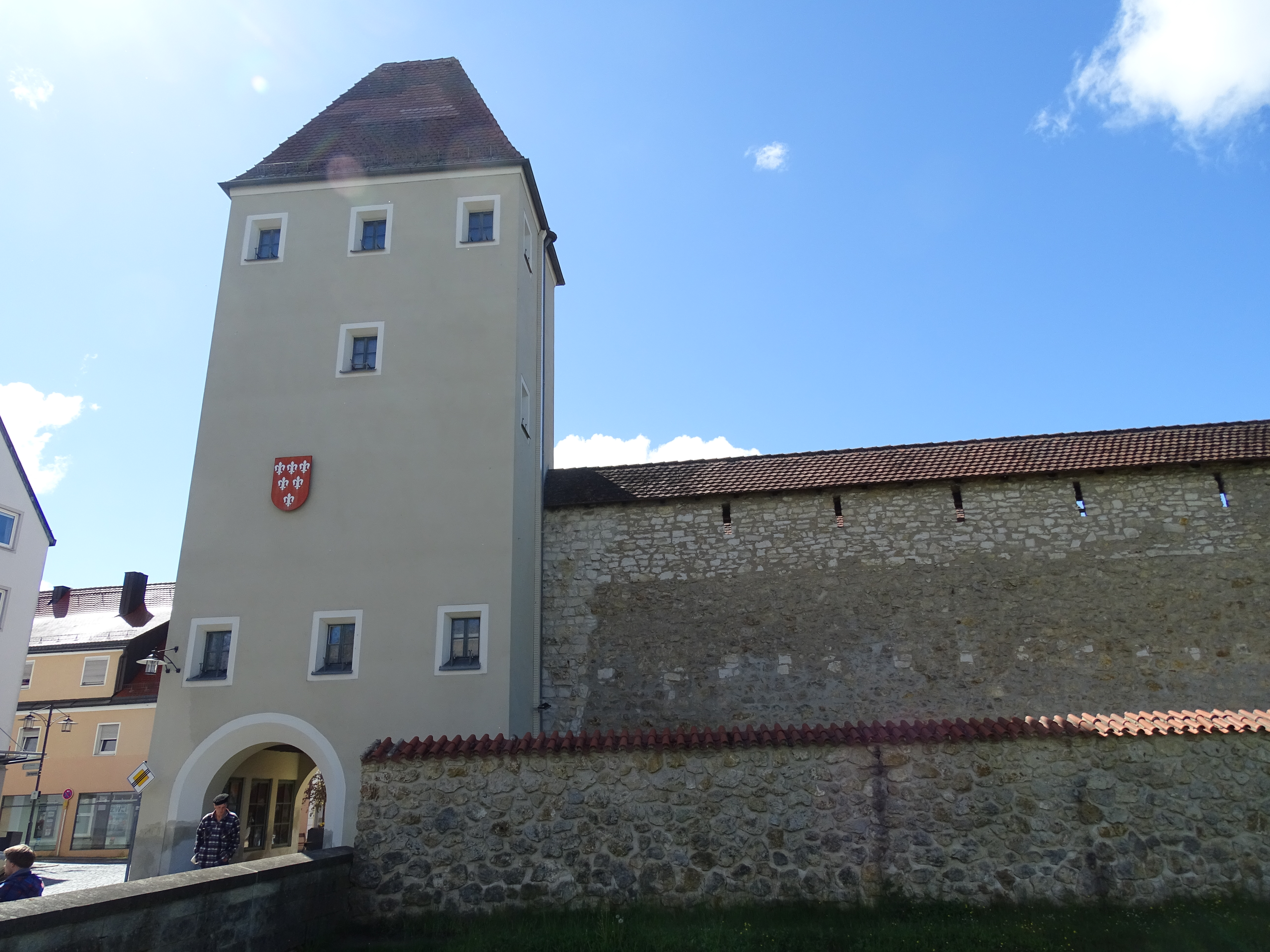
Rosenberger Tor
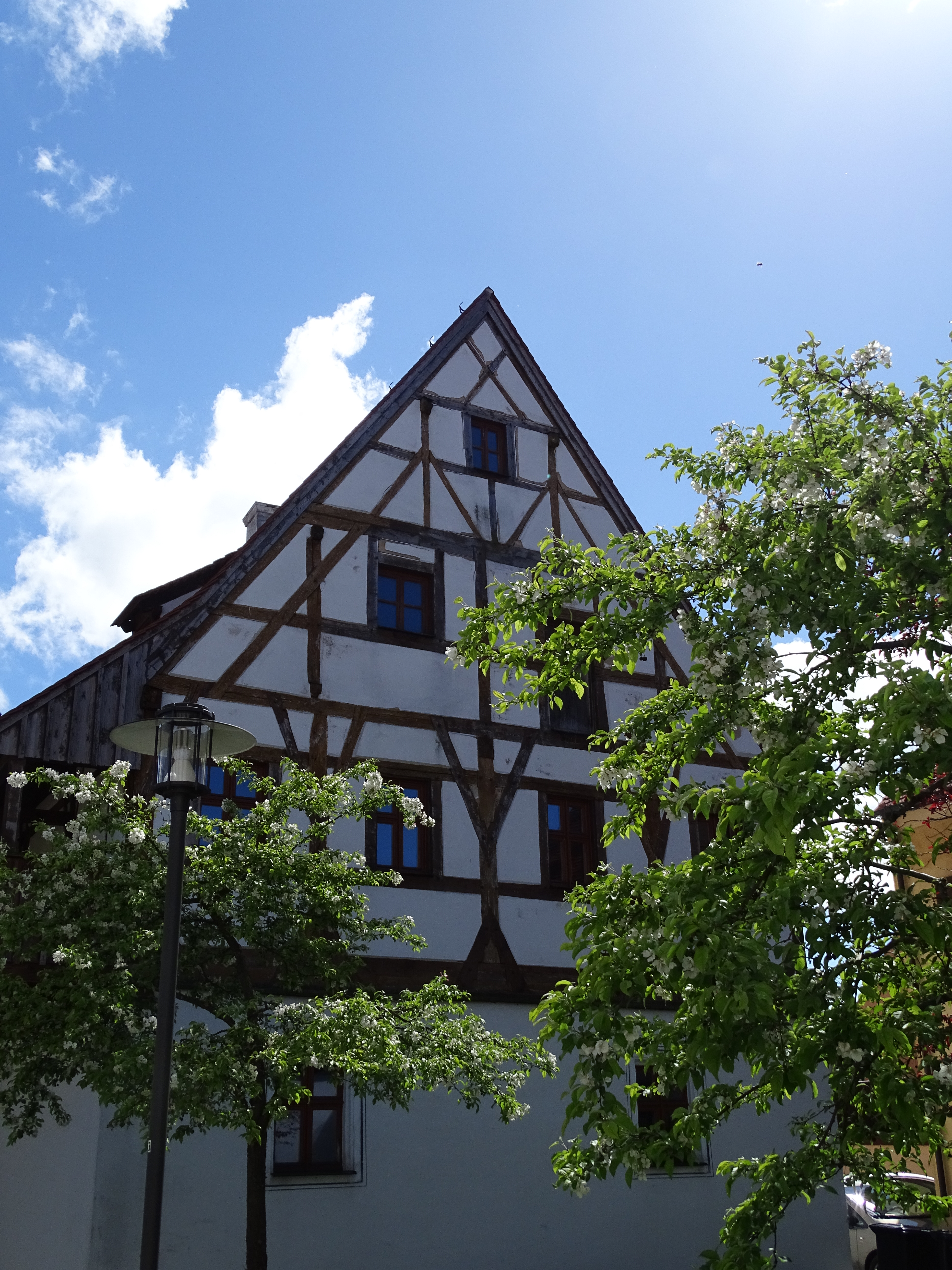
Egloffsteiner Palais
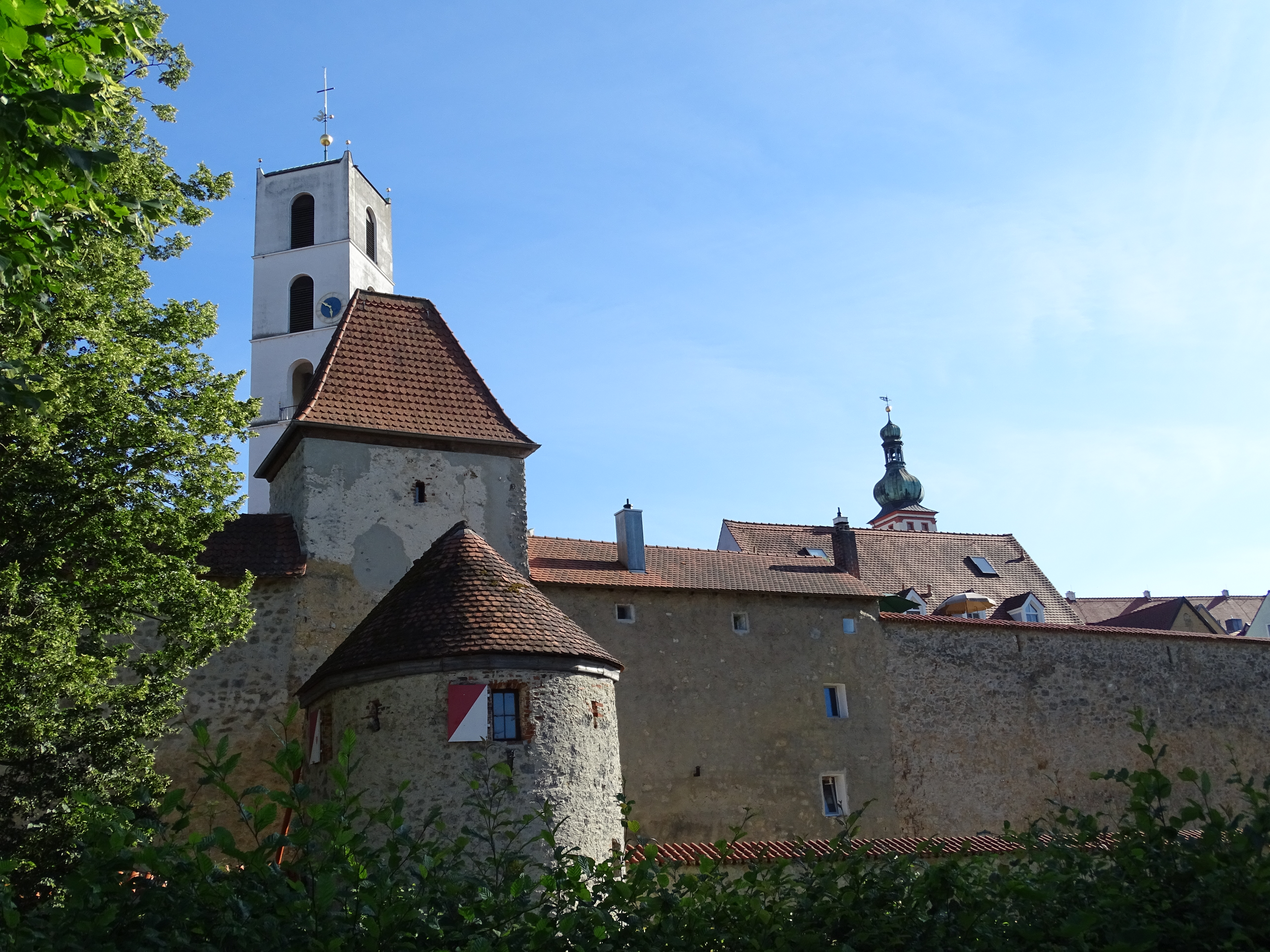
Stadtmauerpartie
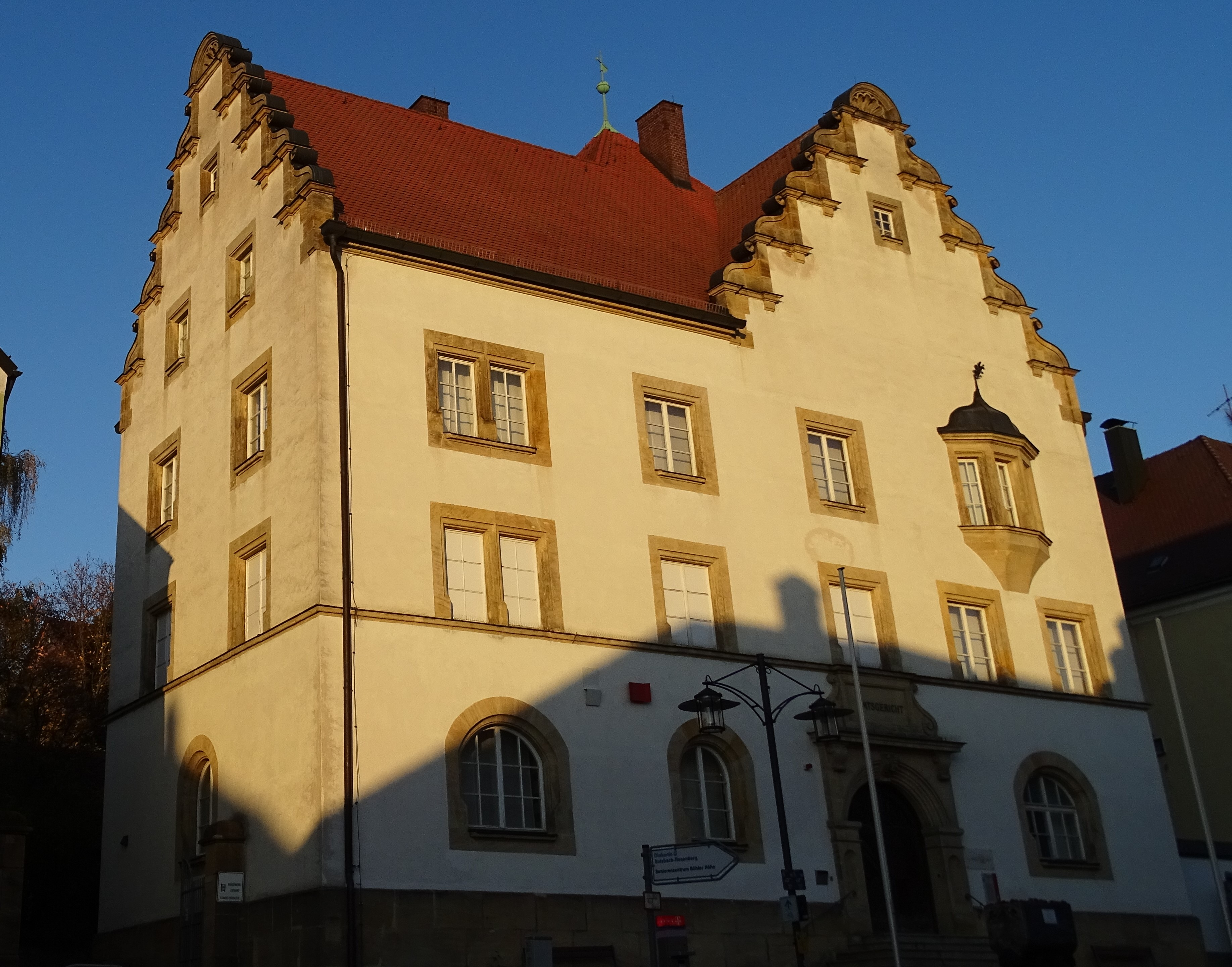
Literaturarchiv
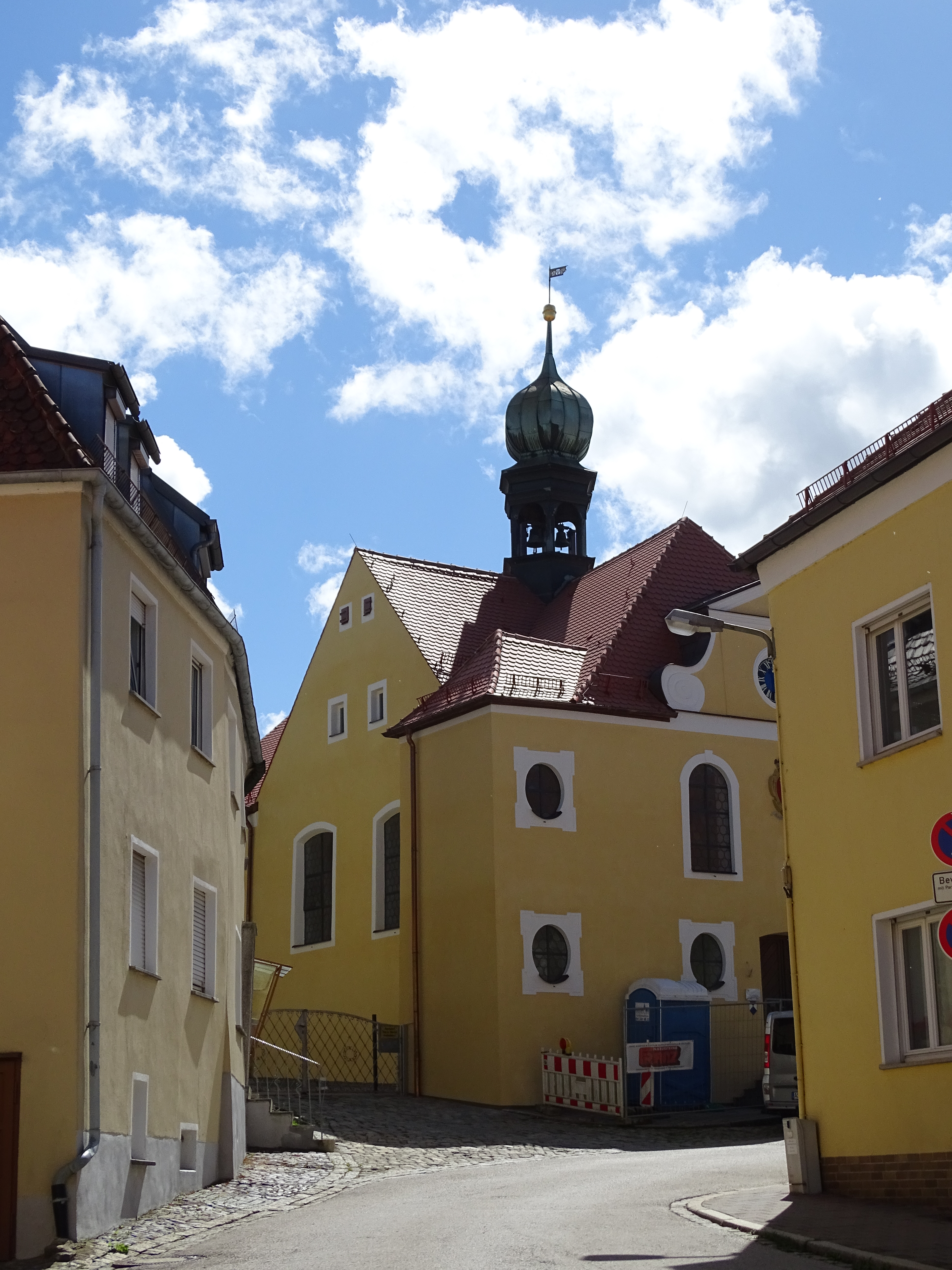
Spitalkirche
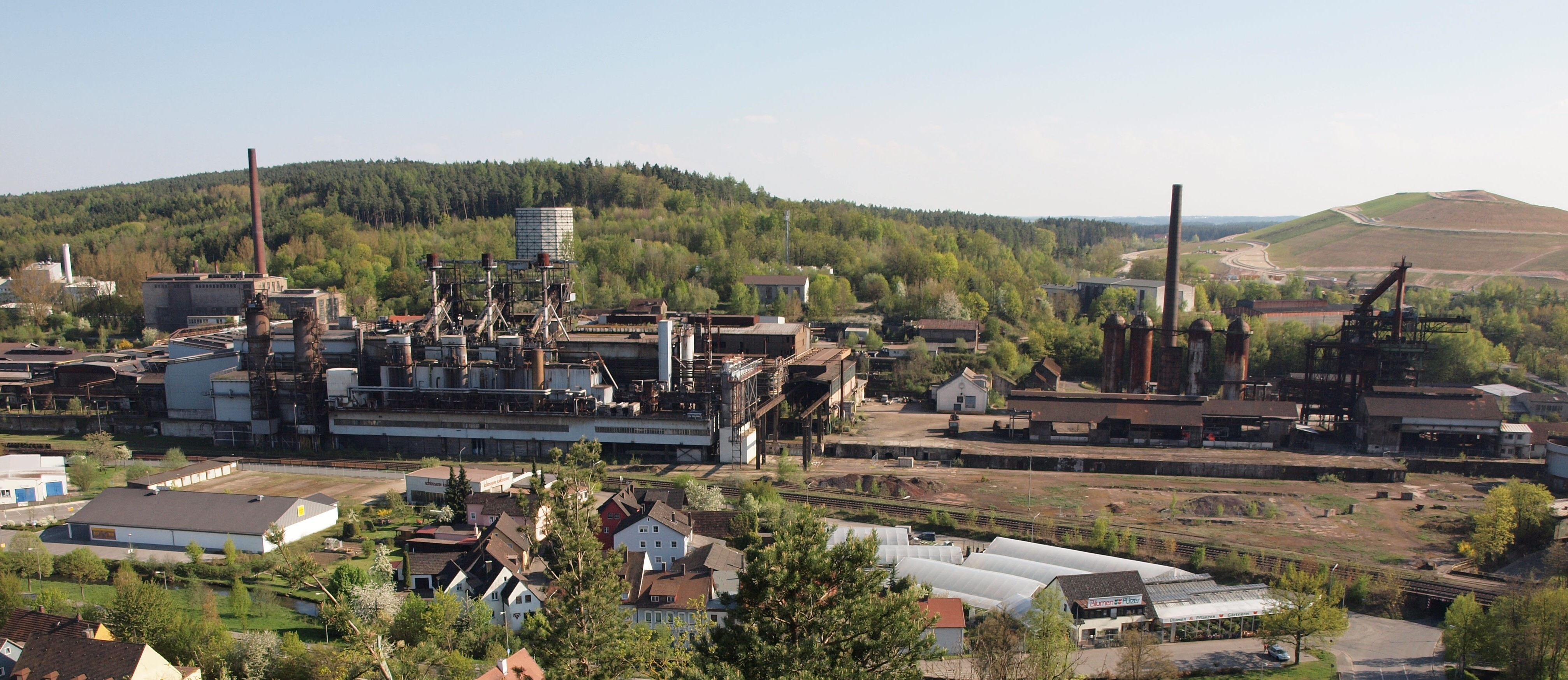
Maxhütte Sulzbach-Rosenberg im April 2011
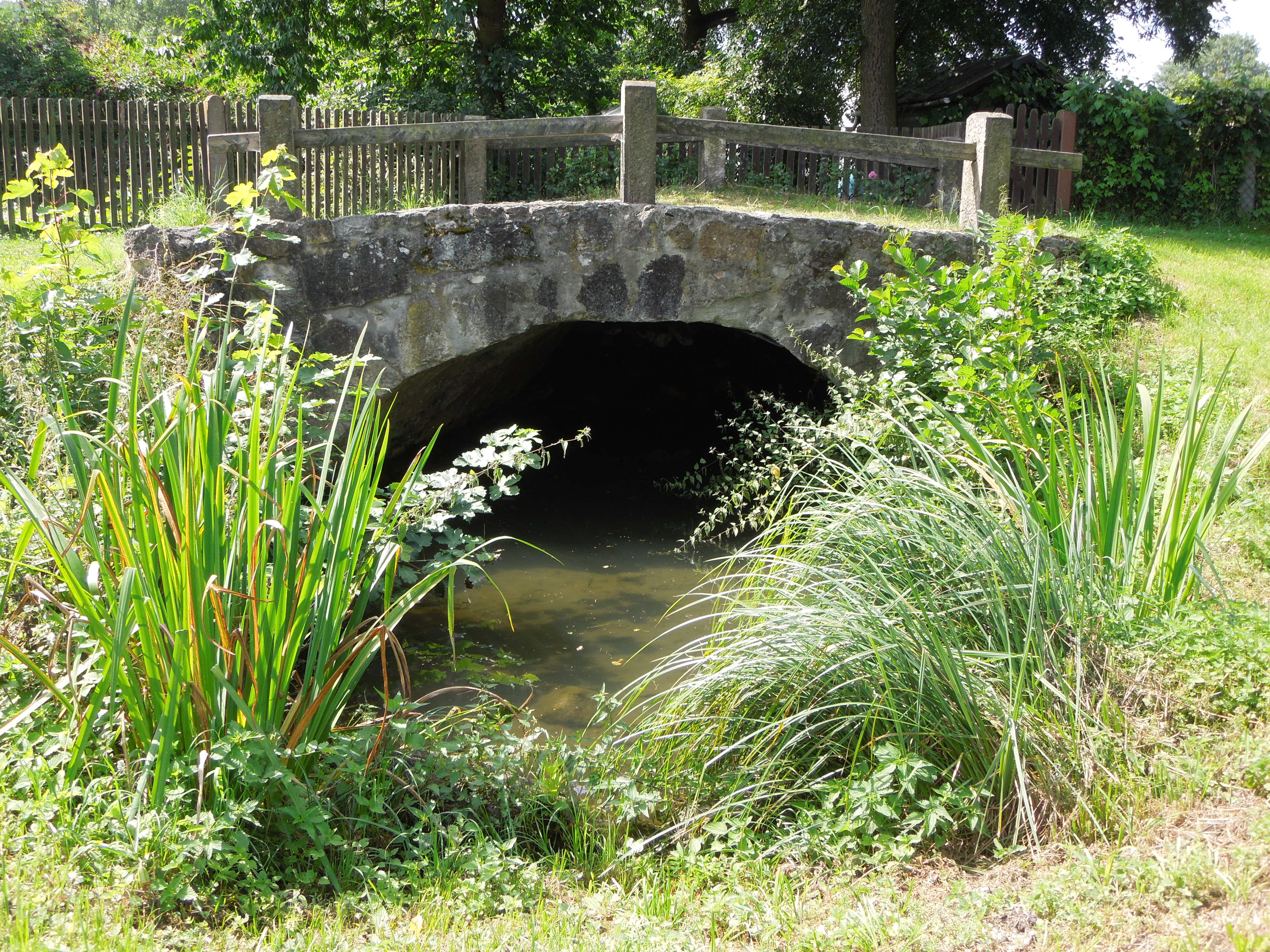
Eisenhammer-Brücke Rosenberg; in der Nähe der Hammer Philippsburg
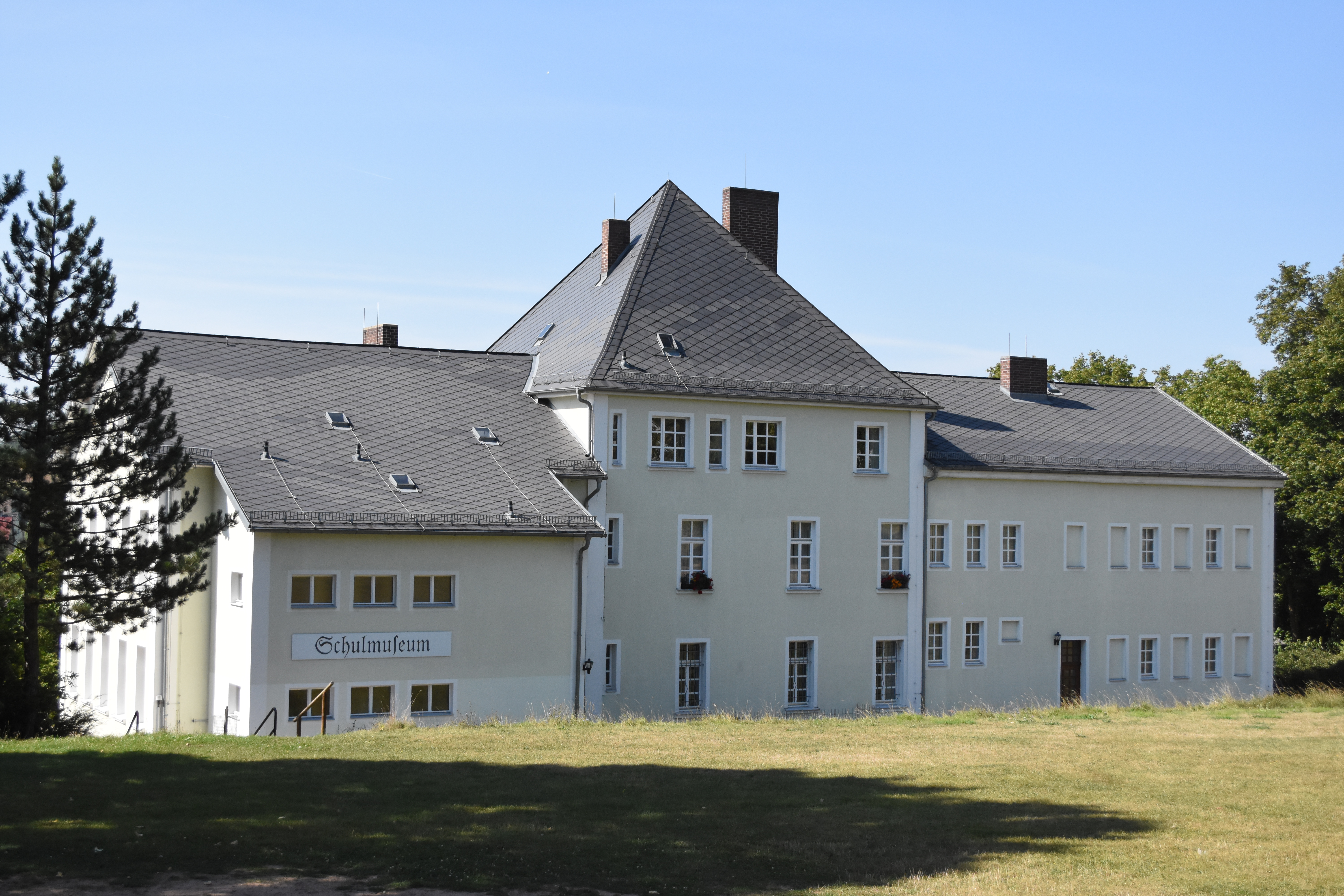
Stadtteil Rosenberg, Schulmuseum

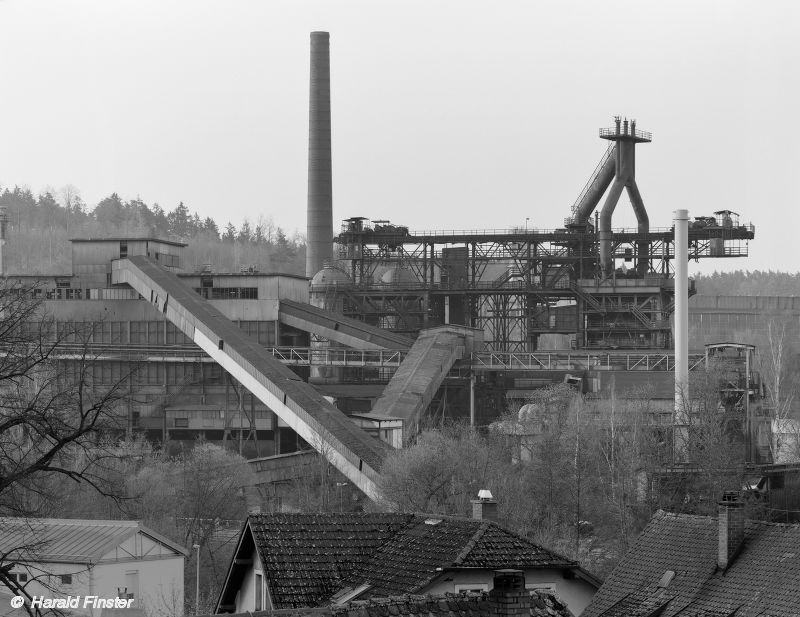
Maxhütte

- Integriertes Stahl- und Hüttenwerk der Neuen Maxhütte: Die Stadt Sulzbach-Rosenberg verfügt mit dem Ensemble der Maxhütte über ein einmaliges industriehistorisches Denkmal, dessen Wurzeln bis weit in das 19. Jahrhundert reichen. Die herausragende Bedeutung der Anlage ergibt sich unter anderem daraus, dass sich dort zwei der weltweit leistungsstärksten Kolbendampfmaschinen befinden, die einzigen noch in Deutschland vorhandenen OBM-Konverter (siehe: Stahl) stehen und noch ein Hochofen mit Setzkübelbegichtung existiert. Darüber hinaus erlaubte die Maxhütte als letzte Anlage ihrer Art bis zu ihrer Stilllegung im September 2002 die Demonstration des gesamten Produktionsprozesses vom Eisenerz bis zum fertigen Stahlprofil auf relativ engem Raum.
- Burgstall Rosenberg, Reste davon befinden sich auf dem Schloßberg, die von dem Kriegerdenkmal für die Gefallenen des Ersten Weltkriegs überbaut wurden

### Kultur

#### Knorr-von-Rosenroth-Gesellschaft
Anknüpfend an den Sulzbacher Musenhof um Herzog Christian-August, in dessen Mittelpunkt Christian Knorr von Rosenroth stand, wurde im März 1990 in Sulzbach-Rosenberg die „Internationale Christian Knorr von Rosenroth-Gesellschaft“ gegründet, die seit 1991 die jährlich erscheinende Zeitschrift „Morgen-Glantz“ herausgibt. Seit Juli 2007 finden in Sulzbach-Rosenberg die „Knorr von Rosenroth-Festspiele“ statt, in deren Zentrum die Neuaufführung eines Theaterstückes von Christian Knorr von Rosenroth steht.

#### Historische Druckerei J. E. v. Seidel
Sulzbach Rosenberg war lange Zeit ein bedeutender Druckerei- und Verlagsstandort. 2006 begann eine intensive wissenschaftliche Bestandsaufnahme und Untersuchung des umfangreichen, überregional bedeutenden Nachlasses des Verlags und der Druckerei von Johann Esaias von Seidel, der das Verlagsarchiv und die Verlagsbibliothek aus dem 17. bis zum 20. Jahrhundert umfasst. Erste Ergebnisse wurden 2008 publiziert.
Als Sensation wurde dabei der Fund der Bildergeschichte Der Kuchenteig von Wilhelm Busch gewertet, die eine bislang unbekannte Vorstudie zu „Max und Moritz“ darstellt. Diese wurde 2010 im Insel-Verlag veröffentlicht. Die weitere Erschließung des Nachlasses dauert noch an. Der Ausbau der Räume der Seidelschen Druckerei zu einem Ausstellungszentrum und Veranstaltungssaal wurde 2010 begonnen und im April 2011 mit einer feierlichen Eröffnung als Seidel-Saal abgeschlossen (gegenwärtig wird der Saal für Kleinkunstveranstaltungen genutzt). Die Finanzierung erfolgte über LEADER-Mittel, Spenden und ehrenamtliche Eigenleistung der Stadtbevölkerung.

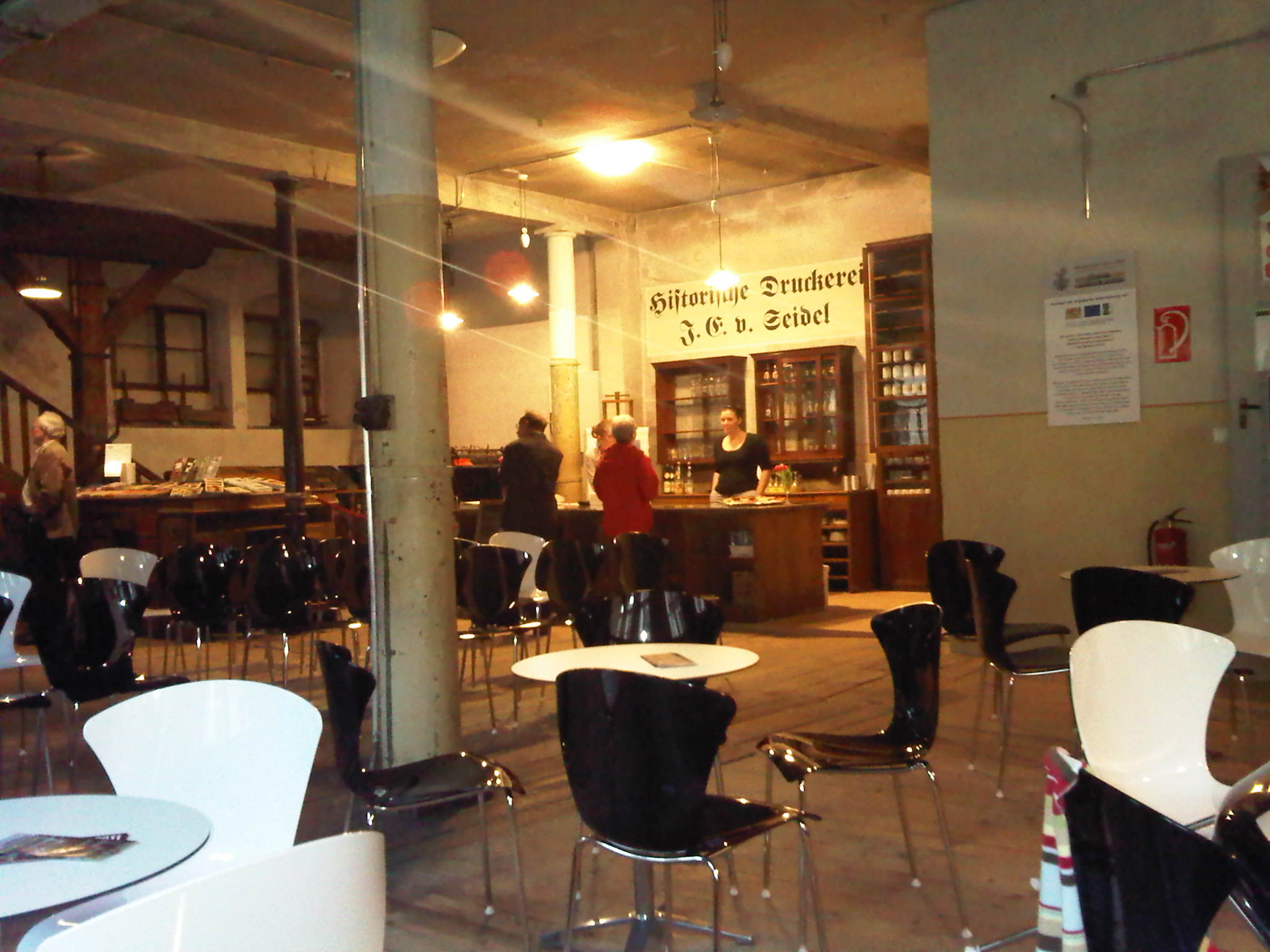
Der renovierte „Seidel-Saal“ in den Räumen der historischen Druckerei J. E. von Seidel

#### Osterbrunnen

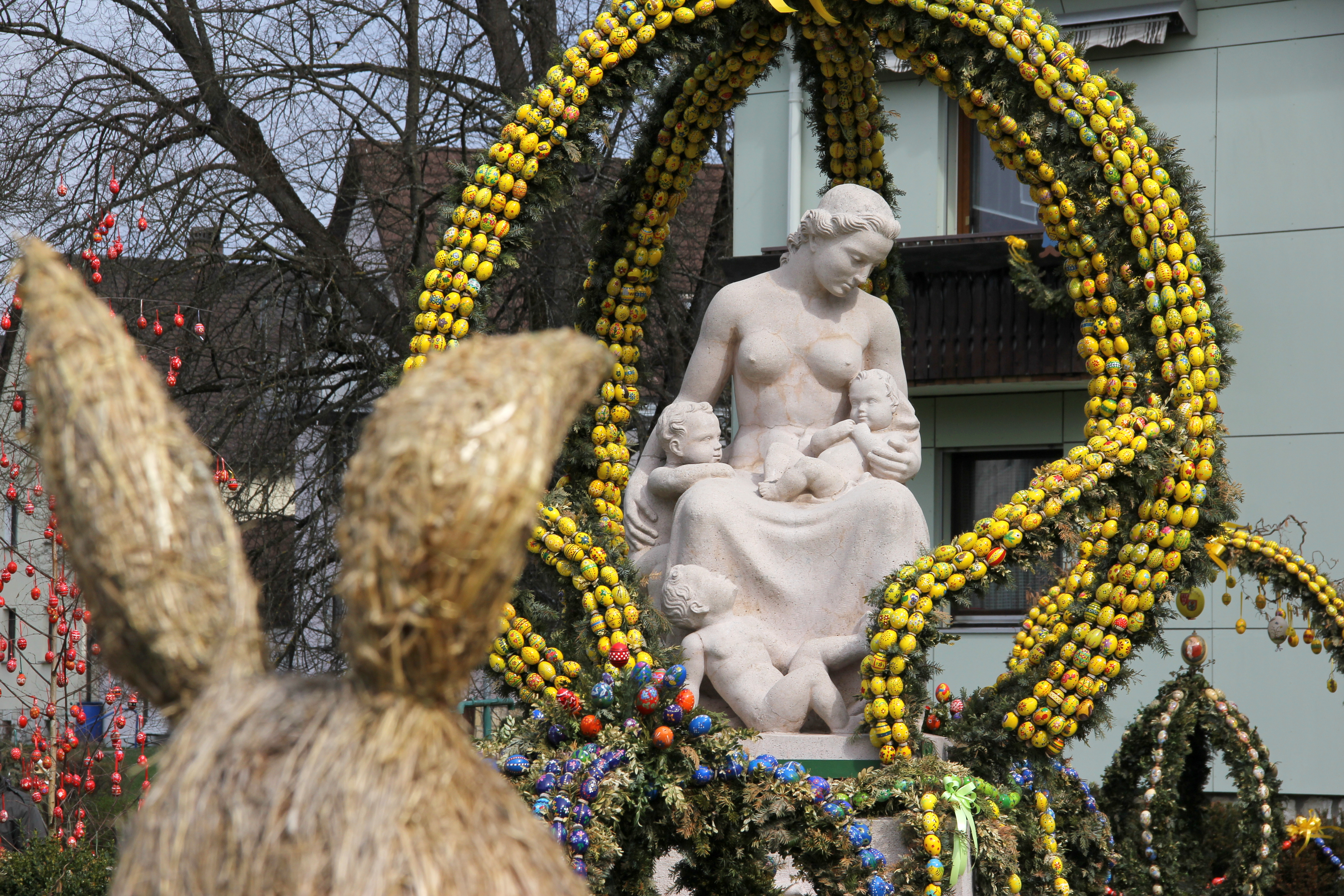
Osterbrunnen

### Verkehr

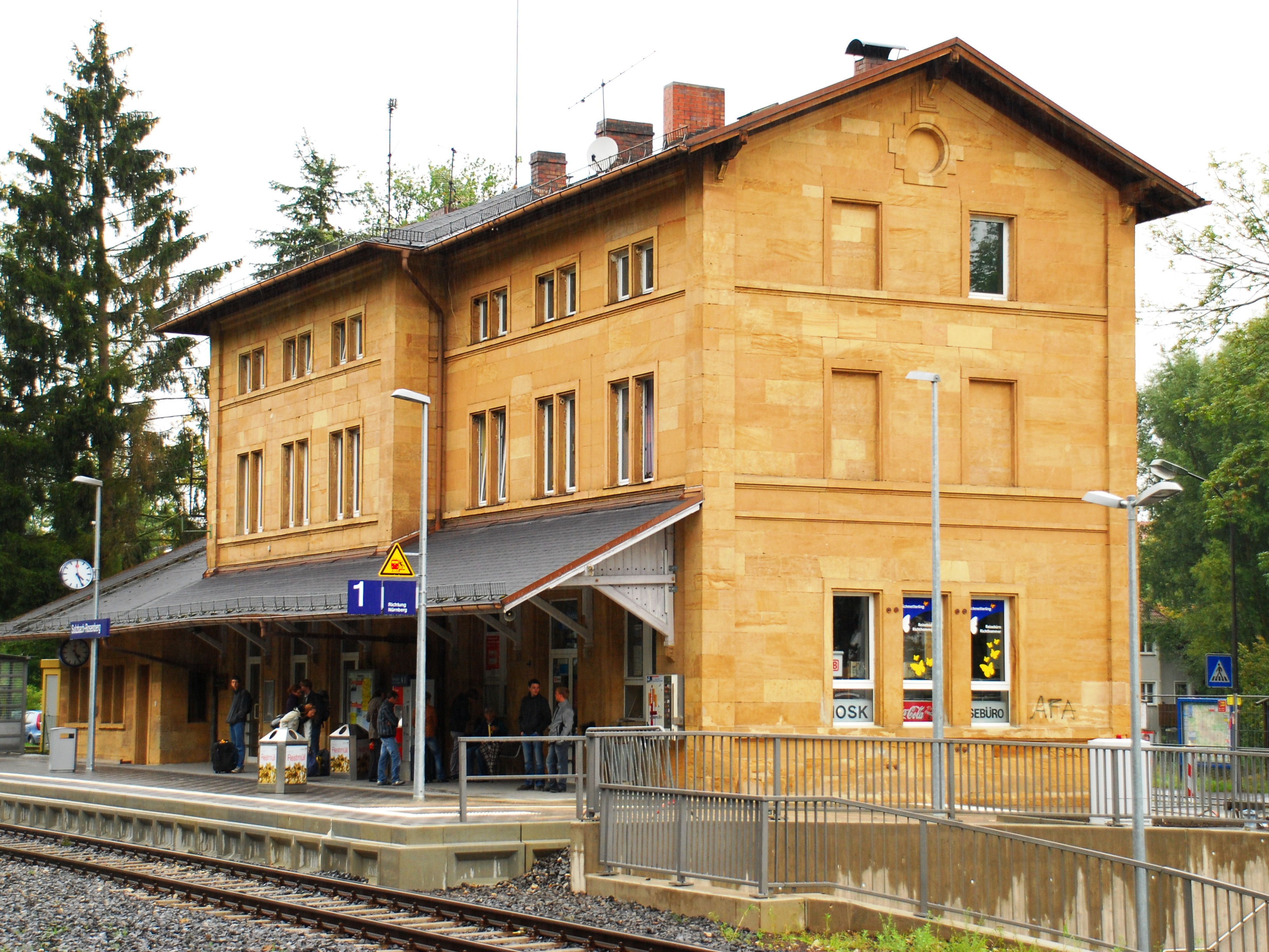
Bahnhofsgebäude Sulzbach-Rosenberg